# División Azul
La 250.ª División de Infantería, llamada oficialmente en España División Española de Voluntarios y en Alemania 250 Infanterie-Division, más conocida como la División Azul (en alemán: Blaue Division) fue una unidad de voluntarios españoles que formó una división de infantería para luchar contra la Unión Soviética en la Segunda Guerra Mundial. Se enmarcó en el Heer, ejército de la Alemania nazi. Entre 1941 y 1943, cerca de 45 000 soldados españoles participaron en diversas batallas fundamentalmente relacionadas con el sitio de Leningrado.
También formaron parte de la división 146 mujeres, de la llamada Sección Femenina, quienes viajaron como enfermeras en el recién creado Cuerpo de Damas Auxiliares de Sanidad Militar bajo la dirección de María de las Mercedes Milá Nolla.

## Origen y formación

### Origen de la División Azul
España jamás había tenido conflictos con Rusia, pero debido a las experiencias traumatizantes durante la guerra civil del papel del sector del régimen del Frente Popular apoyado por Moscú, cuando se lanzó la llamada para un alistamiento para luchar contra la Rusia Comunista, se desbordaron todas las expectativas.
La Guerra Civil finalizó oficialmente el 1 de abril de 1939 con la victoria del bando sublevado. Cinco meses después, el 1 de septiembre, estalla la Segunda Guerra Mundial. España y Alemania empiezan a tener conversaciones diplomáticas, en las que Berlín pide a Madrid (que hasta entonces se declara neutral) una mayor implicación en la guerra, como compensación a la ayuda del Tercer Reich a los franquistas, con la participación en España de la Legión Cóndor y el envío de armas. El 10 de junio de 1940, Italia entra en la guerra. Dos días después, el 12 de junio, Franco cambió la posición oficial española de neutral, a no beligerante. Esto implicaba que España se convertía de facto en un aliado no beligerante de las potencias del eje, es decir, que tomaba partida por un bando, pero sin entrar físicamente en la guerra.
Aun así, el 23 de octubre de 1940 tiene lugar la Reunión de Hendaya, en cuya estación de ferrocarril se produjo el primer y único encuentro entre Franco y Hitler. En la entrevista, llevada a cabo en un vagón-salón del convoy, los dos líderes estuvieron acompañados de sus respectivos ministros de exteriores, el español Serrano Suñer y el alemán von Ribbentrop, así como de dos intérpretes traductores. En la conversación se trataron temas como las condiciones sobre una hipotética entrada de España en la guerra en favor de Alemania, pero ambas partes exigían puntos inaceptables, que impidieron alcanzar algún acuerdo concreto. Franco estaba obsesionado con mayor presencia española en África a costa de Francia y Hitler con la ocupación alemana de Gibraltar y veía a España más como una carga que como una ayuda si entraba en la guerra. Ambas posiciones era imposible que se encontraran. No obstante, España seguía dejando las puertas abiertas a una posible intervención futura y declaraba su firme apoyo al Reich. De nuevo, Franco de manera oportunista se comprometía sin en realidad comprometerse a nada.
El 22 de junio de 1941, Hitler lanzó por sorpresa la Operación Barbarroja (aunque tampoco fue tanta la sorpresa, dado el despliegue militar en la frontera ya conocida por todos los servicios secretos). El Estado Mayor del ejército alemán creó tres Grupos de Ejército: Norte, Centro y Sur. Se formó una coalición de países adeptos al régimen nazi y que simpatizaban poco o nada con Rusia o el comunismo para la invasión. En ella participaron Finlandia y Rumanía en un principio, después se unieron italianos y húngaros, posteriormente se utilizaron fuerzas de países recién invadidos por Alemania que apoyaban la causa nazi como Croacia o Eslovaquia. La invasión de la Unión Soviética estaba en marcha y seguía su curso de manera espectacular. Para el régimen de Franco, supuso la ocasión ideal para entrar en escena y posicionarse a favor de una triunfante Alemania; aunque abiertamente Franco nunca quiso entrar en la Segunda Guerra Mundial, sí autorizó la creación de un Centro de Reclutamiento para los voluntarios que quisiesen ir a luchar contra el bolchevismo y el régimen comunista que gobernaba en la Unión Soviética. Propondrían el envío de un contingente de voluntarios y no soldados, lo que permitiría a España saldar su deuda con Hitler. Sin embargo, España mantenía su estatus de no beligerante, porque no existía declaración oficial de guerra hacia la URSS ni participaba el ejército español. El día 23, a propuesta del ministro Ramón Serrano Suñer, el Consejo de Ministros aprobó en El Pardo enviar una división y se informa de ello al embajador alemán, Eberhard von Stohrer. Aunque la denominación oficial fue «División Española de Voluntarios», José Luis Arrese la denominaría «División Azul». La opinión de Hitler sobre esta división era que estaba formada por «una banda de andrajosos».
Cómo era de esperar al venir la idea del círculo de Franco, la iniciativa tuvo una gran acogida entre los partidarios del Bando Nacional y los miembros de La Falange. Culpaban a la URSS de ser la instigadora y responsable de todos los sucesos de los años 30 que llevaron a la Guerra Civil, por la implicación de Moscú y el Komintern en propagar las revoluciones bolcheviques y el comunismo por Europa. Para el régimen, suponía devolver la visita. El 24 de junio, se organizaron movilizaciones de adhesión y se proclamó la formación de la división. En Madrid, estudiantes del SEU convocaron una manifestación en la plaza de Callao. Allí se reunieron miembros de FET de las JONS, estudiantes, falangistas, miembros del Frente de Juventudes y de la Sección Femenina. La marcha ascendió por la Gran Vía hasta llegar a la sede del partido en la calle Alcalá, donde el ministro Serrano Suñer les arengaría en su espíritu anticomunista desde un balcón con las siguientes palabras:

Camaradas: no es hora de discursos. Pero sí de que la Falange dicte en estos momentos su sentencia condenatoria: ¡Rusia es culpable! Culpable de la muerte de José Antonio, nuestro fundador. Y de la muerte de tantos camaradas y tantos soldados caídos en aquella guerra por la agresión del comunismo ruso. El exterminio de Rusia es exigencia de la Historia y del porvenir de Europa.
Ramón Serrano Suñer, 24 de junio de 1941.

Inicialmente se barajaron los nombres de José Antonio Girón y Juan Yagüe (ambos falangistas) para dirigir la futura unidad. Al final se acordó que el liderazgo de esta recaería sobre el general Agustín Muñoz Grandes, propuesto por el ministro Ramón Serrano Suñer.

### Reclutamiento

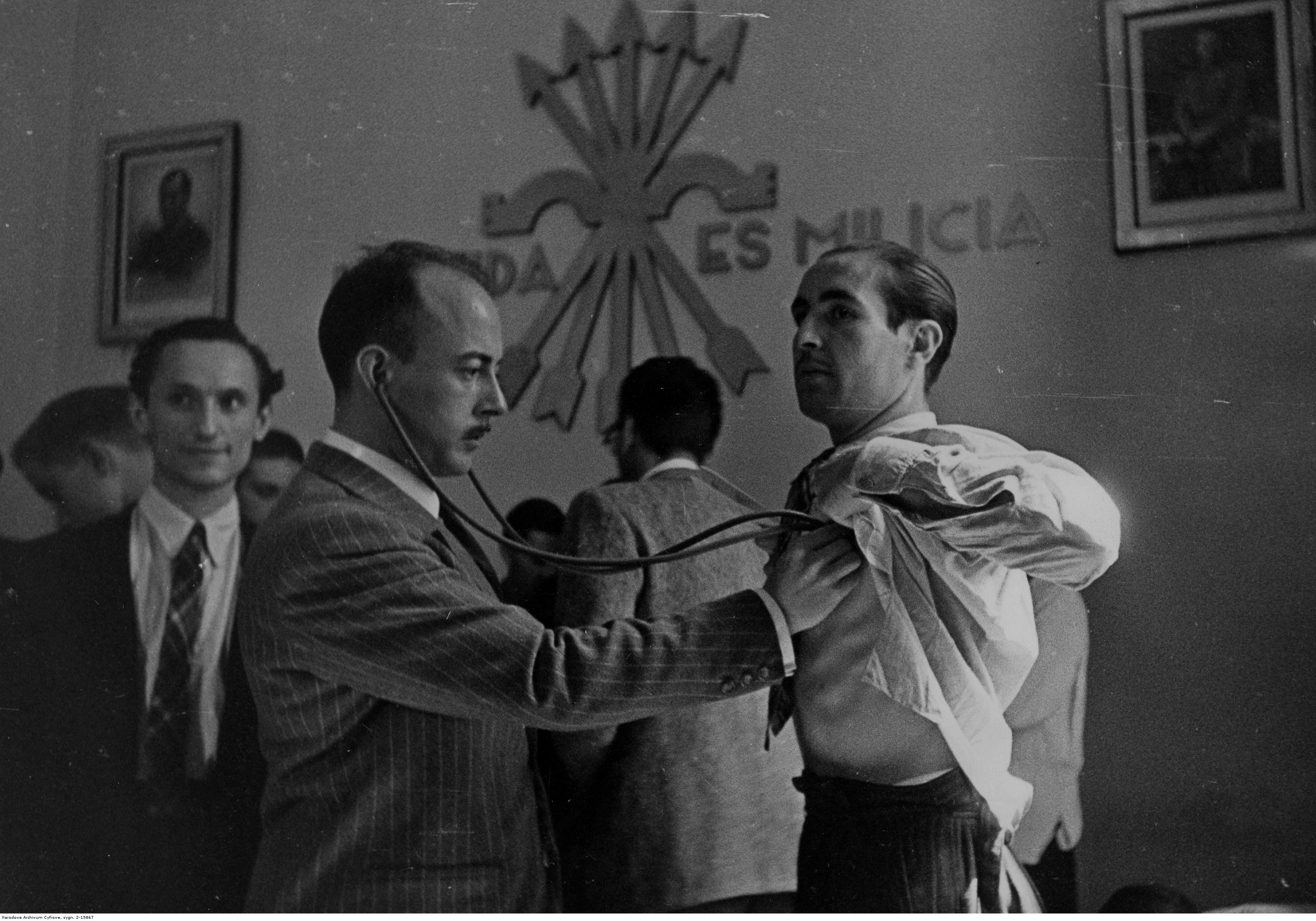
Un médico inspecciona a un voluntario en julio de 1941.

Al principio, las exigencias alemanas eran que el contingente estuviera formado íntegramente por soldados experimentados, finalmente se acordó que los soldados serían voluntarios, pero estarían mandados por oficiales profesionales del ejército español. La división quedó oficialmente constituida el 26 de junio, y el 27 comenzó el reclutamiento. Se dispusieron banderines de enganche por toda España, principalmente en las capitales de provincia, en las Academias militares surgió una inesperada voluntariedad que obligó a coger sólo el 50 % del cupo, con notable éxito inicial. Se organizó un potente dispositivo de propaganda hasta el 2 de julio, en que finaliza el reclutamiento, habiendo cubierto las expectativas. Se alistaron alrededor de 18 000 voluntarios por lo que en principio se podría haber formado más de una división. Se realizaron pruebas médicas y muchos candidatos fueron rechazados, los motivos fueron variopintos, desde la edad a falta de visión e incluso heridos de la guerra civil.

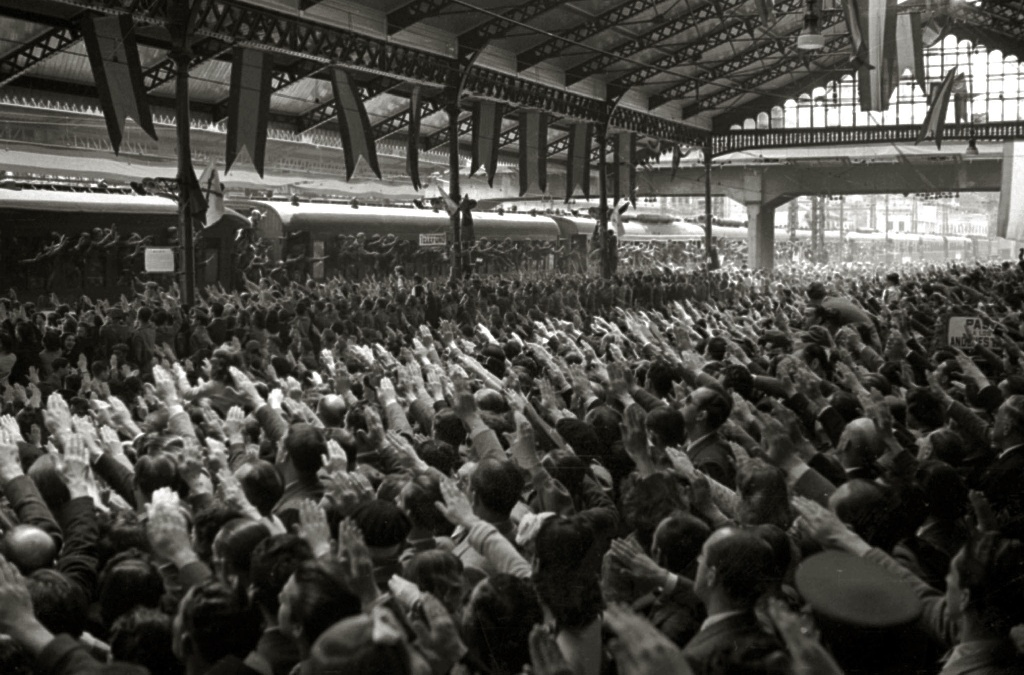
Llegada de integrantes de la División Azul a la Estación del Norte de San Sebastián, siendo recibidos por la multitud con el saludo fascista (1942).

Finalmente, la mayor parte de voluntarios inscritos en este primer reclutamiento fueron militares veteranos, y el resto simpatizantes en mayor o menor grado con el falangismo y del bando nacional. También se alistaron aquellos hombres que no habían participado en la Guerra Civil directamente, fuera porque estuvieron poco o nada de tiempo en zona republicana o porque vivieron en ella durante casi todo el conflicto. De esta manera, sentían que no habían ayudado en la victoria del bando nacional. Entre las organizaciones que más nutrieron las filas divisionarias se encuentra el SEU, del que se alistaron numerosos estudiantes; este fue el caso de su jefe nacional José Miguel Guitarte, así como varios secretarios generales de sus distintas facciones, como Jesús Gutiérrez del Castillo, José María Moro y Martín-Montalbo, o José Hernández Cuevas. La edad de alistamiento estaba entre los 20 y 28 años, aunque también se incorporaron algunos menores con autorización paterna. A los voluntarios se les garantizaba un doble sueldo: cobraban el mismo sueldo que los alemanes (según el rango) y de España cobrarían la misma paga que la legión. Asimismo, se les ofrecían otras ventajas, como que sus familias cobrarían un subsidio de 7,30 pesetas, doble cartilla de racionamiento, el mantenimiento de sus derechos laborales a su vuelta y algunas otras ventajas.

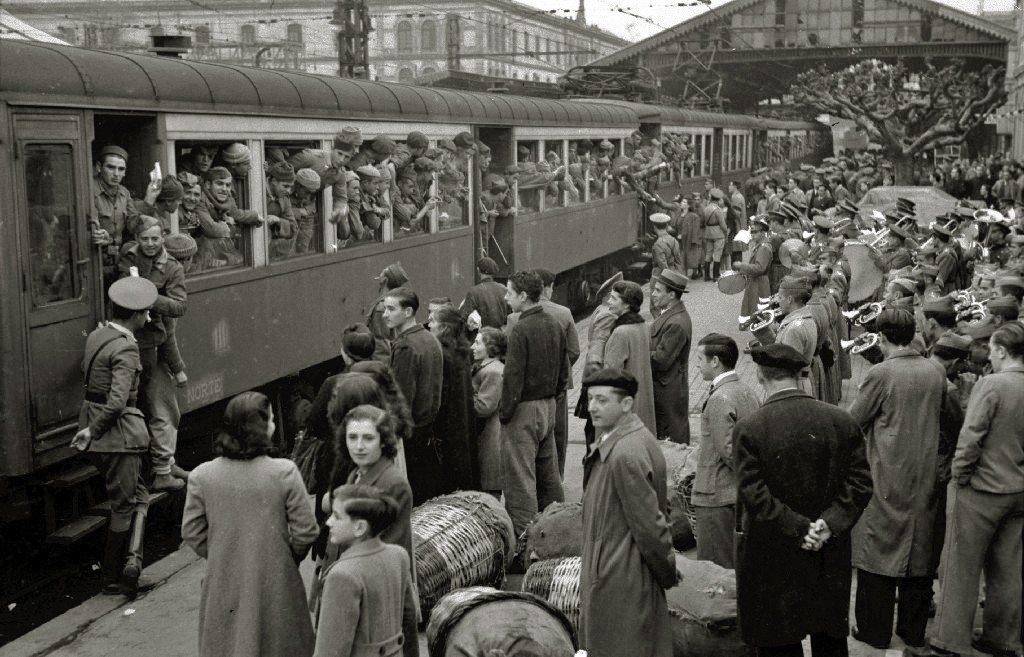
Despedida a los soldados integrantes de la División Azul en San Sebastián en 1942.

Inicialmente se formaron cuatro Regimientos a partir de los reclutas, que posteriormente se reducirían a tres al adaptarse a la estructura militar alemana. Los regimientos de fusileros se numeraron 262, 263 y 269, quedando al mando de los coroneles Pimentel, Vierna y Esparza, respectivamente. El coronel Rodrigo fue nombrado 2.º Jefe de la División. El Regimiento 250 de artillería estaba formado con obuses del 105 y 155. El Batallón Contracarros con baterías del calibre 37. Se formó también un Batallón de Reserva que se denominó 250 al igual que el de Reconocimiento y el Batallón de Zapadores.
A pesar del rotundo éxito inicial del reclutamiento, el alargamiento de la guerra y las noticias sobre la extrema dureza de esta durante el invierno de 1941 a 1942 dificultaron la captación de reemplazos en los meses posteriores. Incluso se dieron casos de divisionarios que se alistaron ante la posibilidad de limpiar sus antecedentes o los de familiares por pertenencia a grupos opositores al régimen.
Extraoficialmente, una parte de los reclutados eran personas coaccionadas al reclutamiento debido a delitos o faltas de diversa índole. Según Stanley Payne, las regiones con menos éxito en el reclutamiento de voluntarios fueron Cataluña, el País Vasco y Navarra.
Entre los reclutas había también una veintena de emigrantes rusos, veteranos de la guerra civil española. Aunque los alemanes les prohibieron oficialmente el servicio, los rusos que habían obtenido la nacionalidad española pudieron superar la prohibición y alistarse como intérpretes. La necesidad española de alguien que hablara el idioma ruso hizo posible este reclutamiento. Además, la postura del general Muñoz Grandes fue aceptar a los emigrantes a pesar de la prohibición alemana. Uno de ellos, Vladimir Kovalevskii, escribió posteriormente unas memorias muy críticas sobre su servicio en la división y los crímenes cometidos por algunos de sus soldados.

## La campaña

### Viaje a Alemania

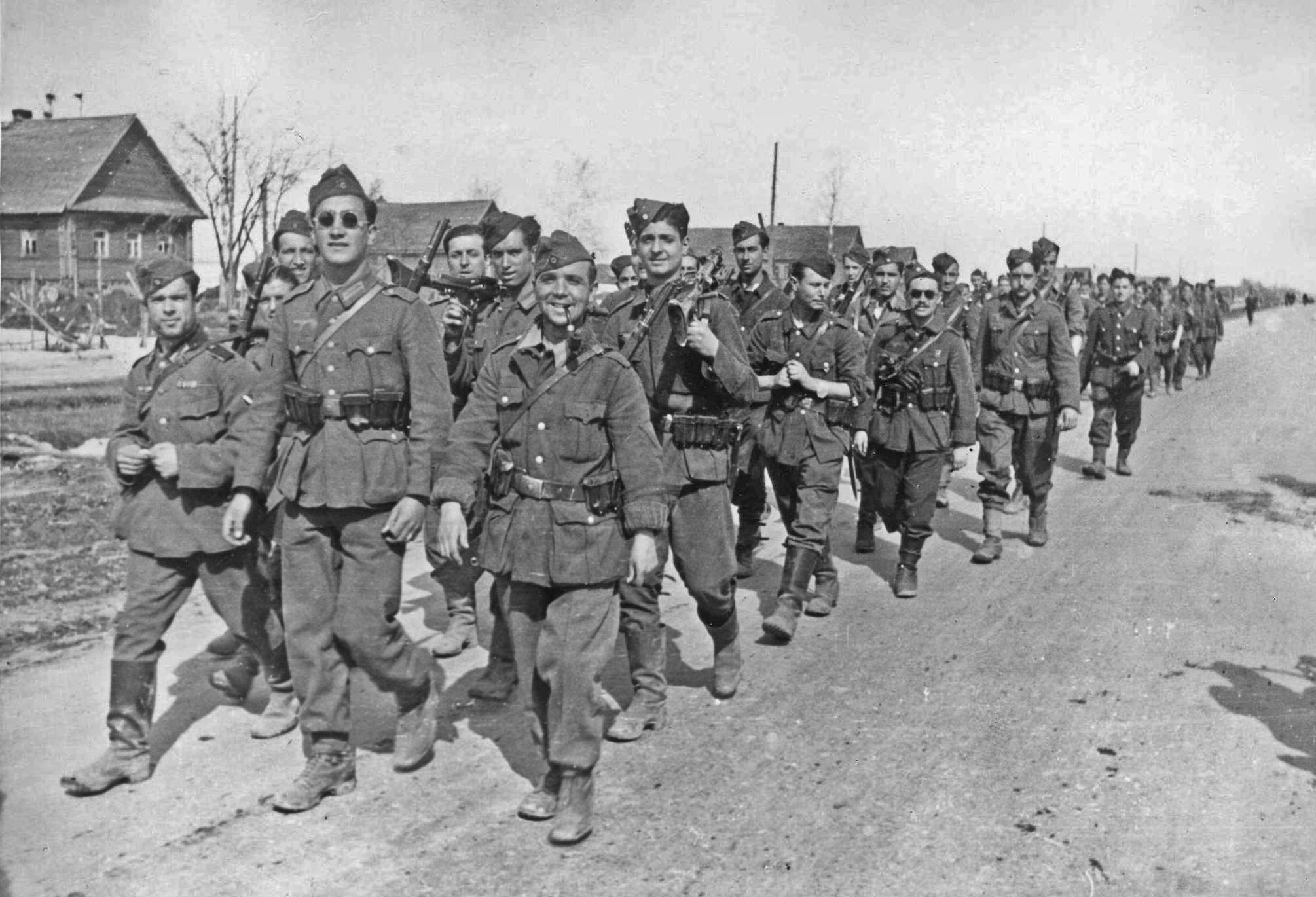
Voluntarios de reemplazo para la División Azul.

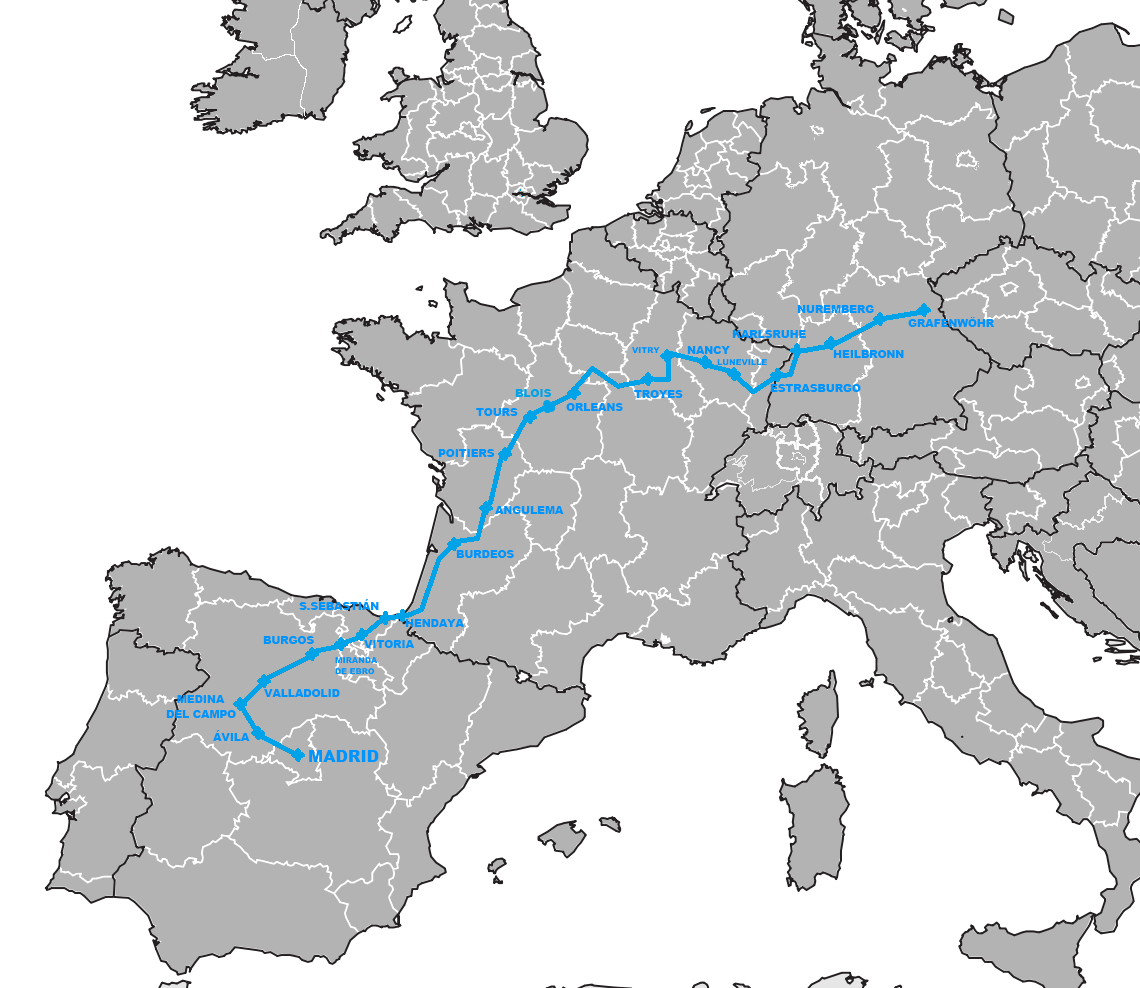
Recorrido en tren entre España y Alemania de las primeras expediciones, en 1941.

El 3 de julio de 1941 los divisionarios comienzan a ser llamados y concentrados en diferentes acuartelamientos militares por toda España. Reciben una breve instrucción de diez días en el que las distintas unidades empiezan a configurarse y organizarse, y se instruye a la tropa en sus normas y obligaciones. El 12 de julio se da por finalizada la instrucción en Madrid, con una marcha hasta El Pardo en la que el general Muñoz Grandes, jefe de la División, les pasa revista y les dedica unas palabras.
A las 15:45 horas del domingo 13 de julio, una multitud despedía al primer grupo de divisionarios que partía en tren desde la estación del Norte de Madrid. En total y durante diez días, diecinueve grupos (de 1000 soldados de media) partieron escalonadamente hacia Alemania desde distintas ciudades españolas. Cuatro grupos desde Madrid, cuatro más desde Sevilla, dos desde Valencia, dos desde Burgos y dos más desde Vitoria (Álava). Desde Zaragoza, Barcelona, Lérida, La Coruña y Valladolid partió un solo grupo. La cifra total ascendía a 18 104 hombres, de los cuales 2612 eran oficiales y 15 492 soldados.
Independientemente de donde partiesen, todos los trenes tenían que cruzar la frontera francesa en Hendaya (Pirineos Atlánticos), donde se realizaría el transbordo. Así pues, un tren que salía de Madrid, subía por la vía ferroviaria del noroeste (la que se encontraba en mejor estado tras la guerra).
En Hendaya (Pirineos Atlánticos), antes de realizar el transbordo, la normativa alemana exigía un control sanitario. La tropa pasó por una ducha de agua caliente, al tiempo que se desinfectaban sus equipos, y se llevaron a cabo algunos controles médicos. En la estación, engalanada con estandartes y banderas del Tercer Reich, el trato alemán fue cortés y servicial. Sin embargo, el tránsito a través de la Francia ocupada fue más complejo, debido a las antipatías e increpaciones que a veces recibía la tropa en su paso por las ciudades. Se vivieron incidentes en las estaciones, donde a veces los vagones eran apedreados. El convoy ascendía por la costa atlántica atravesando Burdeos y Poitiers, hasta llegar a Tours. Desde allí, hacia el este a través del valle del Loira, cruzando Blois, Orleans, hasta llegar a Troyes. Después, el tren se adentraba en Lorena y Alsacia (anexionadas al Reich) y, tras pasar por Nancy y Luneville (donde les recibieron tocando el himno español), cruzaron el Rin a través de la entonces ciudad alemana de Estrasburgo.
Ya en territorio alemán, el convoy ferroviario era aclamado por donde pasaba. A su llegada a Karlsruhe, la división recibió la mejor acogida de todo su trayecto. Una muchedumbre de 10 000 personas, entre civiles y militares, se agolpaba en los andenes para saludar a los españoles, y se dispusieron mesas con un típico almuerzo alemán. Tras aquella muestra de adhesión germana, el convoy siguió hacia las ciudades de Heilbronn y Núremberg y, finalmente, Weiden in der Oberpfalz, desde donde accedieron a la localidad contigua a su destino final, la base militar de Grafenwöhr, a la que la primera expedición arribó el 17 de julio.

### Alemania

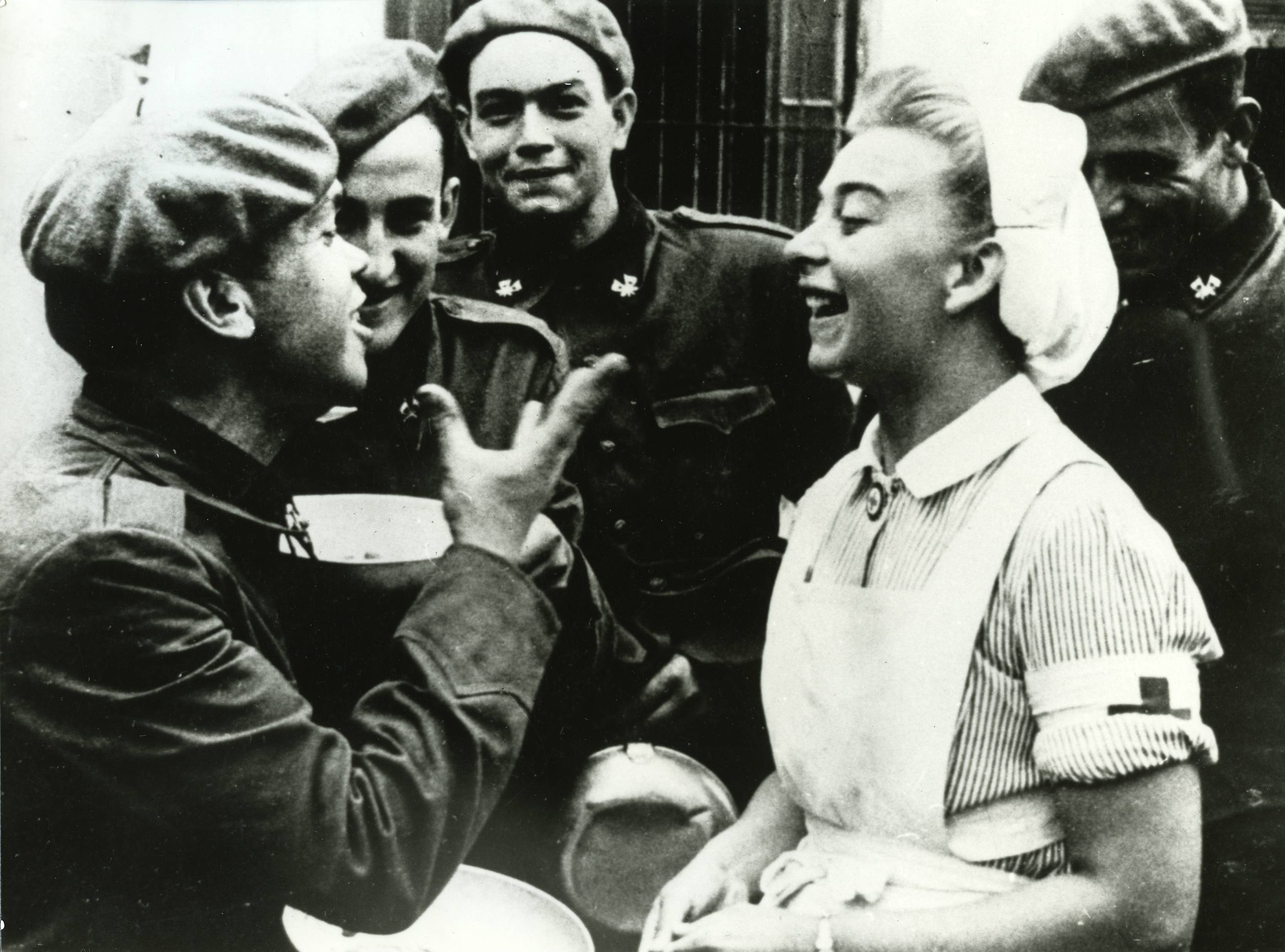
Cuatro soldados de la División Azul con uniforme alemán y boina roja hablan distendidamente con una enfermera de Cruz Roja en Grafenwöhr en julio de 1941.

El 5 de julio partió hacia Berlín un avión con una Comisión Aposentadora, un grupo de siete hombres liderados por el teniente-coronel Joaquín Romero Mazariegos, encargados de reunirse con uno de los jefes del Estado Mayor del Reich, el capitán general Friedrich Fromm, para establecer las pautas y directrices de la integración de la división española en el ejército alemán. Permanecieron allí hasta el 11 de julio, en el que la comisión se trasladó hasta el campamento de Grafenwöhr, para tratar con el teniente coronel Distler los preparativos de la inminente llegada de los soldados españoles. Las diferentes expediciones españolas fueron llegando de forma escalonada, a razón de tres por día. Los primeros llegaron en la mañana del 17 de julio y los últimos la tarde del 23.
La base de Grafenwöhr, próxima a su población homónima, era una ciudad-campamento de gran tamaño, de casi 80 km de perímetro. El recinto, rodeado en su totalidad por bosques, incluía amplios campos de tiro, campos de deportes, lago, cine, cantinas y varias comodidades. Había construcciones de típica arquitectura bávara, las calles interiores estaban asfaltadas y los barracones eran amplios y confortables. No obstante, se acabaron produciendo conflictos (casi siempre relacionados con el alcohol), durante las horas libres y en bares del pueblo, incluyendo algunas peleas entre militares de ambos países, o entre soldados que trataban de ligar con lugareñas.
El mismo día 23 se presentaron los horarios de instrucción en el campamento, se proporcionaron los uniformes oficiales alemanes y quedó formada la estructura definitiva de unidades de la división. Dio así comienzo la preparación, con jornadas de adaptación a la formación, marchas y disciplina alemana.
El 31 de julio, ocho días después de comenzar la instrucción, tiene lugar el Juramento al Führer. Para ello se dispuso el campo de instrucción de Kramemberg, donde formó toda la división, acompañada de una compañía de honor alemana. Presidían el acto las banderas del Reich alemán y de España, junto a ellas el general Muñoz Grandes y su Estado Mayor, el capitán general Fromm como representante del gobierno y el general von Cochenhausen como jefe de la ceremonia. Tras una misa de campaña, vino el acto del juramento de fidelidad a Hitler, cuyo texto se modificó a instancias de las autoridades españolas para que constara que dicha obediencia se debía a la lucha contra el bolchevismo. El texto lo leyó von Cochenhausen en alemán y después el coronel Troncoso en español:

Schwörst Du vor Gott und bei Deiner Ehre als Spanier, dem Obersten Befehlshaber der Deutschen Wehrmacht, Adolf Hitler, im Kampf gegen den Kommunismus unbedingten Gehorsam entgegenzubringen und schwörst Du, als tapferer Soldat zu kämpfen, der jederzeit bereit ist, sein Leben in Erfüllung dieses Eides hinzugeben?
¿Juráis ante Dios y por vuestro honor de españoles, absoluta obediencia al jefe de las Fuerzas Armadas alemanas, Adolf Hitler, en la lucha contra el comunismo, y juráis combatir como valientes soldados, dispuestos a dar vuestra vida en cada instante por cumplir este juramento?

Tras el juramento, emitido en directo por la radio alemana, quedaba oficialmente constituida la 250.ª División de Infantería de la Wehrmacht. Durante las tres semanas siguientes se llevó a cabo una instrucción intensiva y práctica, con el objetivo de que los soldados se familiarizaran con el material y con los objetivos de su cometido.
Como se acordó en las reuniones previas la instrucción sería a cargo del Ejército Alemán en suelo alemán. Primero se empezó con la instrucción básica de formación de trincheras, después el avance por escuadras, defensa con morteros y ametralladoras. Se instó a la instrucción para el ataque a fortificaciones y puestos avanzados. Después de la fase de entrenamiento, vino la de equipar a las tropas voluntarias. El uniforme era el alemán de la Wehrmacht con la diferencia de la camisa, que era la azul de Falange, y el escudo heráldico, con la bandera española y el emblema falangista, el yugo y las flechas, el resto era totalmente el reglamentario del ejército alemán.

### Traslado al frente

Soldado de la División Azul por José Ferre Clauzel

El 19 de agosto comienzan los preparativos para la partida, empezando a cargar víveres y maquinarias en los trenes. La división había sido destinada al Frente Oriental, e incluida en el Grupo de Ejércitos Centro. Tenía como destino la ciudad de Smolensk, para unirse allí al resto de los ejércitos hacia el asalto de Moscú.
El día 20 comienzan a salir los trenes, a razón de 12 grupos diarios, hasta un total de 66 grupos. Desde el campamento bávaro se dirigían hacia el norte, siguiendo dos rutas alternativas en función del tráfico ferroviario: una pasaba por Leipzig y Berlín y otra a través de Chemnitz y Cottbus, confluyendo ambas en la ciudad de Küstrin. Desde allí el convoy seguía por el antiguo Ostbahn (Ferrocarril Prusiano del Este), atravesando el Corredor polaco y el río Vístula. Tras un largo viaje de 1600 km y varios días de duración, fueron llegando a las cuatro ciudades designadas para esperar hasta que toda la tropa finalizase el desplazamiento: Treuburg y Reuss, en Prusia Oriental, y las polacas Suwalki y Grodno. Una vez llegado el último tren a Suwalki el 28 de agosto, se da por finalizada la primera fase.

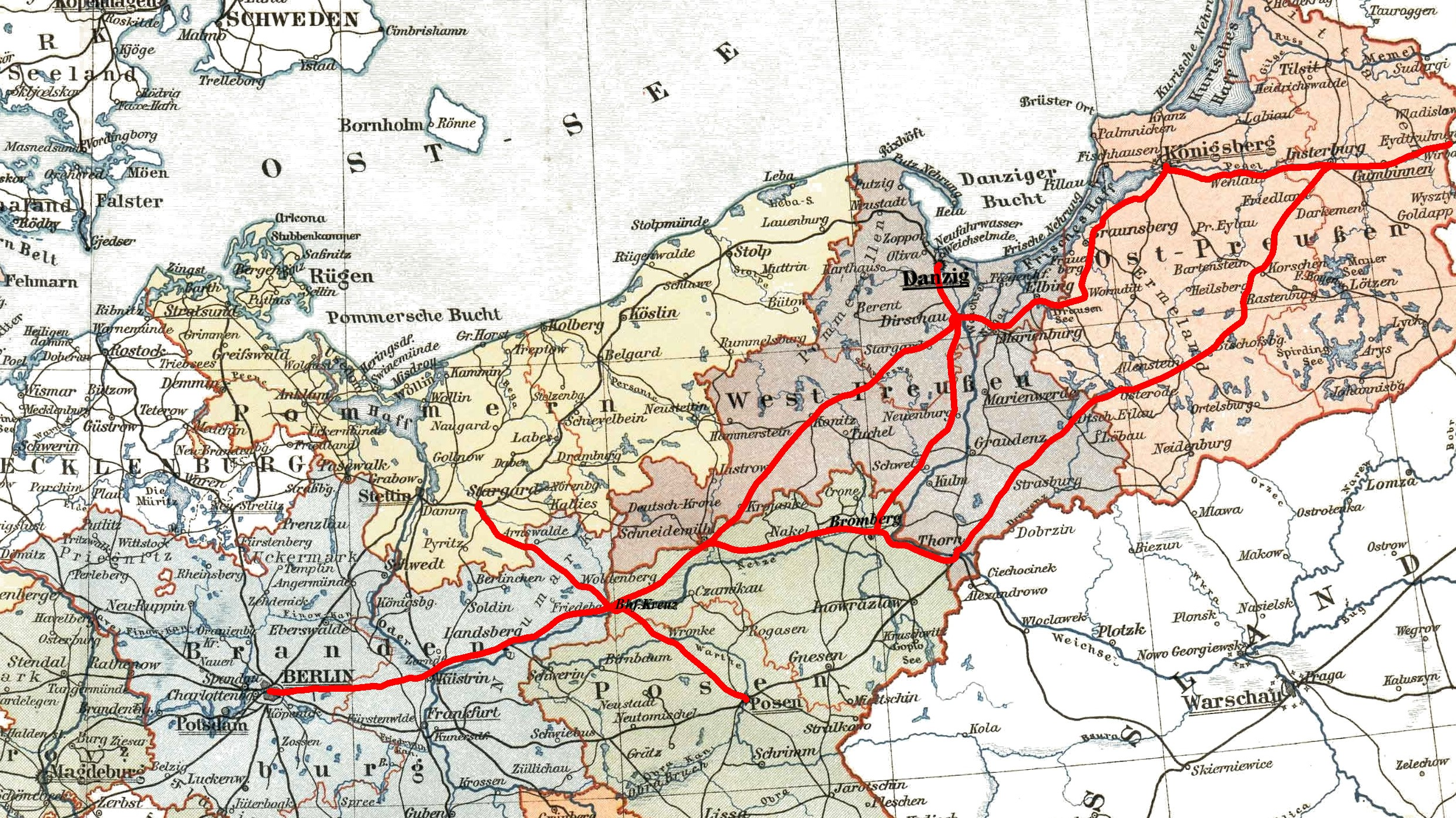
Ferrocarril Prusiano del Este (Ostbahn)

Tras unos días de pausa, comienza la segunda fase. Debido al mal estado de las vías en la región, es imposible alcanzar el destino, por lo que el trayecto de 900 km hasta Smolensk se realiza andando. Tras dejar atrás Grodno y Lida, el 8 de septiembre se llega a Vilna, capital de Lituania, donde se hace una parada de un par de días. Desde allí se continuó hacia el este, ya en tierras soviéticas, hasta Molodezno y Minsk. El recorrido fue muy complicado: las frecuentes lluvias o el atravesar espesos bosques por caminos dificultaban la travesía al contingente, así como las largas jornadas de trayecto, la dureza del calzado y el excesivo peso provocaban continuas heridas en pies y hombros a los soldados. Además, la poca o nula experiencia de la tropa en el manejo y cuidado de animales, generó una alta mortalidad entre los caballos que los acompañaban, lo que motivó una queja oficial del mando alemán.
La travesía continuó, dejando atrás las ciudades de Borisov y Orsha. Sin embargo, el 24 de septiembre, cuando faltaba poco para llegar a Smolensk, tiene lugar la Ofensiva de Tijvin en los alrededores de Leningrado y el general von Leeb pide refuerzos. Hitler, entonces, alteró los planes de la Operación Tifón, con la que preveía lanzar el asalto definitivo a Moscú, y decidió trasladar tres divisiones a socorrer el frente norte, entre ellas la División azul. De este modo la división era apartada del 9.º Ejército y fue incluida en el 16.º Ejército, dentro del Grupo de Ejércitos Norte. Todo el convoy tuvo que dar media vuelta en dirección contraria, hasta el cruce entre Orsha y Vitebsk, para girar hacia el norte y dirigirse hasta esta última. Supuso un varapalo anímico para la tropa, que perdía la prometida oportunidad de participar en la toma de Moscú.
El 28 de septiembre, las tropas comienzan a llegar a Vitebsk, finalizando así esta etapa. Desde allí podrán tomar de nuevo un ferrocarril que, tras pasar por la ciudad de Dno, les llevará definitivamente al frente de guerra, en la histórica ciudad de Nóvgorod. En torno al 10 de octubre el grueso de las tropas estaba en el frente. La división se desplegó alrededor de los suburbios de Nóvgorod, siempre al oeste del río Voljov. El regimiento 262.º en el subsector de la propia ciudad, el 269.º cubría el subsector Norte con retaguardia en Podvereje, el 263.º en el subsector Centro y los Grupos Antitanque y de Exploración en el subsector del Ilmen. El Regimiento de Artillería se posicionó al oeste de Nóvgorod, en la barriada de Grigorovo, donde también se estableció el Cuartel General de la división. Casualmente, el 12 de octubre, Fiesta Nacional de España, tras más de cincuenta días de viaje desde el campamento de Grafenwöhr, las tropas sufren un ataque y los españoles entran en combate.

### Despliegue en el norte

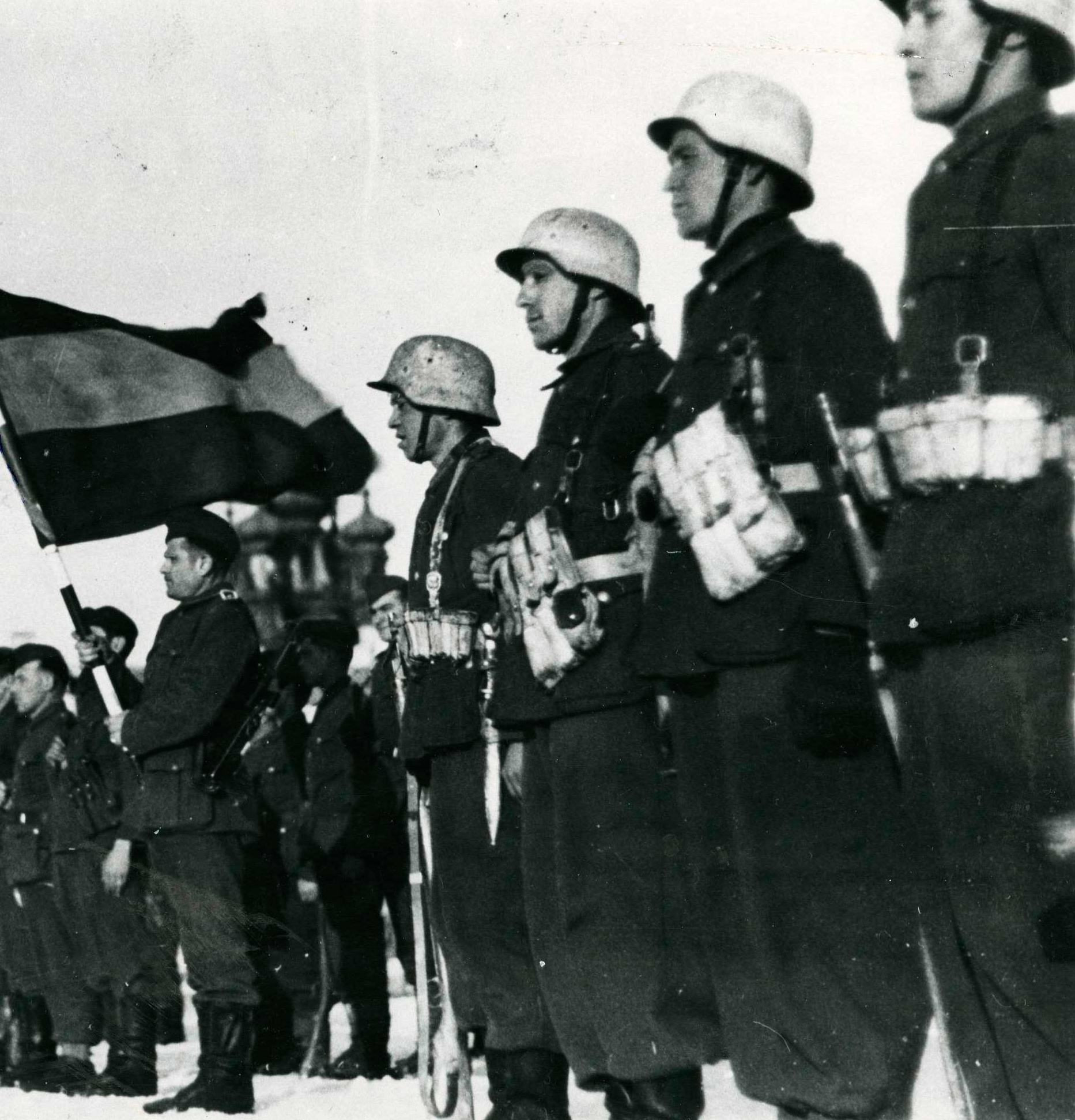
Soldados de la División Azul en puesto de mando de Prokrowskaja, URSS.

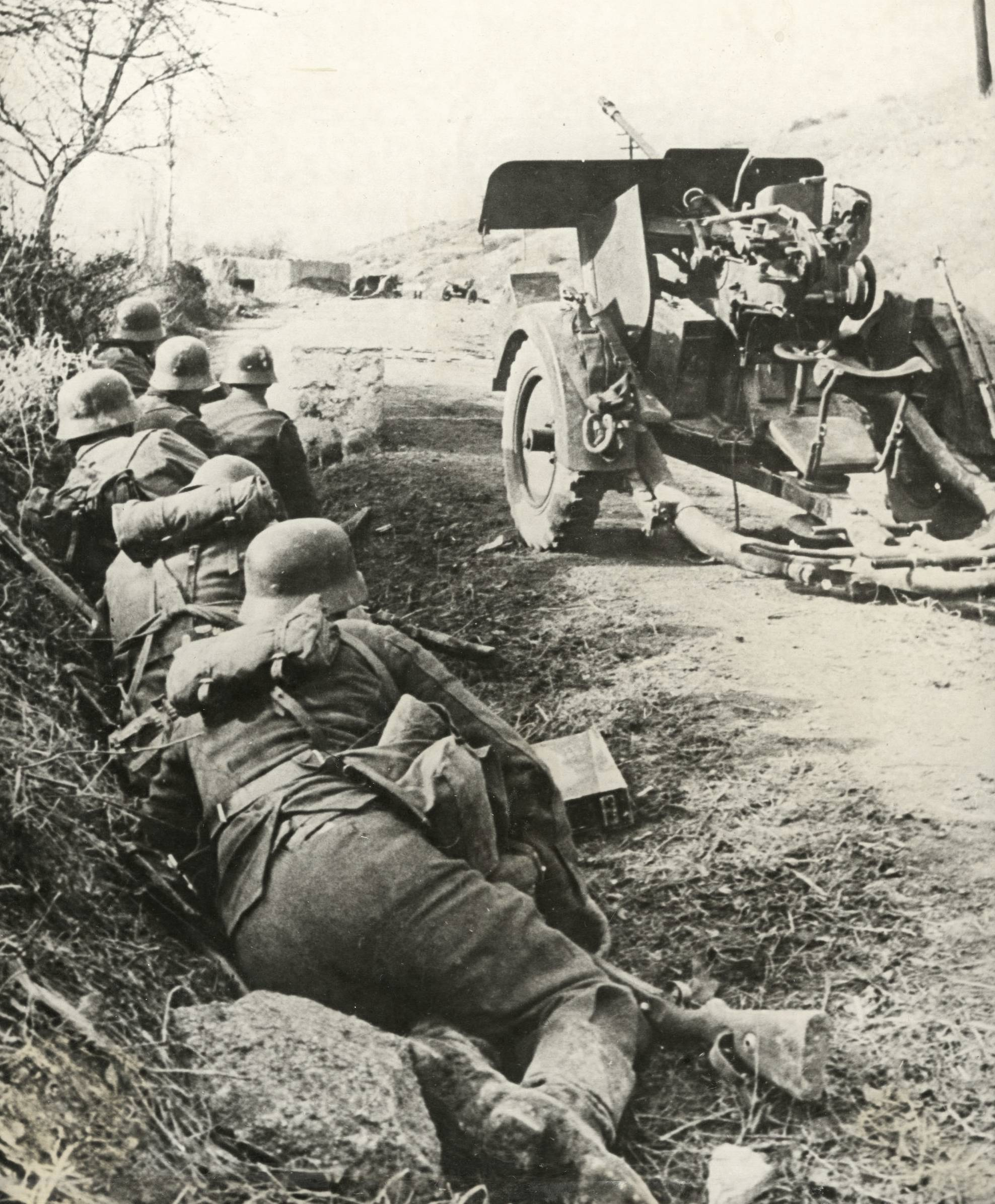
Soldados de la División Azul combatiendo en el Frente Oriental.

Los grupos de ejércitos norte, centro y sur, tenían como objetivos respectivos conquistar las áreas de Leningrado, Moscú y Stalingrado. Ya era octubre cuando la Guerra de Rusia empezaba a tomar cariz de combate duro, la resistencia del ejército bolchevique se volvía cada vez más tenaz, aunque las Fuerzas del Eje no eran detenidas sino retrasadas en su avance. Los generales Von Bock y Von Rundsted habían conseguido en apenas unos meses casi tres millones de bajas a los soviéticos y un millón marchaban al Este como prisioneros. La destrucción del material fue apabullante, miles de carros de combate yacían destruidos junto a camiones y artillería por los inmensos campos de batalla rusos. Las bajas alemanas no eran pocas, pero no le supusieron retraso ninguno. La victoria de Kiev fue a expensas de que el Grupo Centro a apenas 30 km de Moscú realizase un giro hacia el sur para echarle una mano al Grupo Sur. Cuando se produjo la victoria, Hitler valoró de nuevo la directriz de atacar Moscú. Fue por eso que se decidió que la División Azul, a pocos días de incorporarse en el frente central, fuese desplazada súbitamente al grupo norte, ante la necesidad de reforzar estas posiciones. Las zonas de operaciones fueron dos: el Frente de Nóvgorod (entre octubre de 1941 y agosto de 1942) y el Frente de Leningrado (entre agosto de 1942 y octubre de 1943).

#### Frente de Novgorod

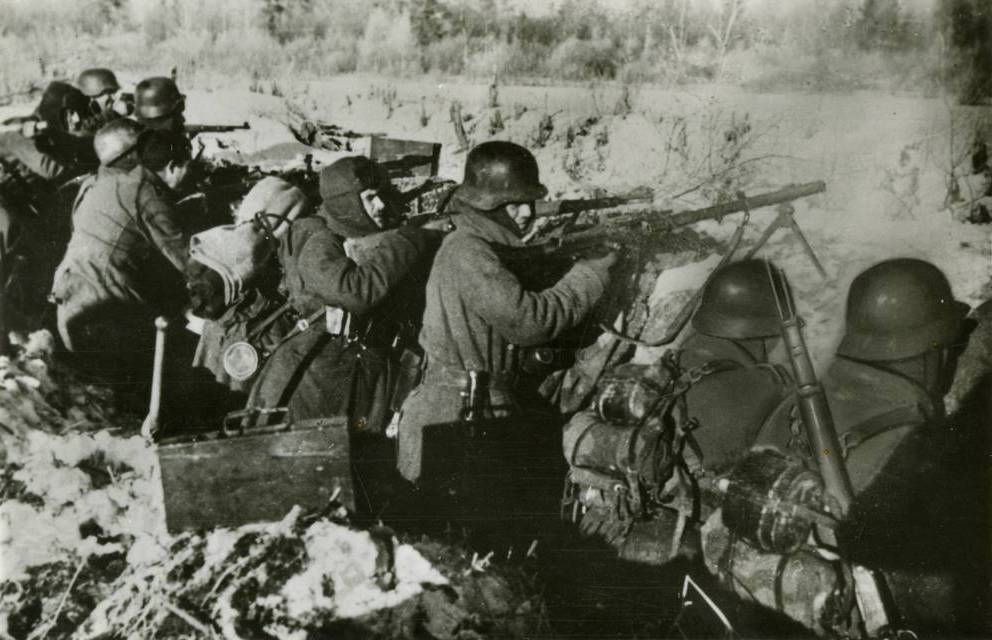
Tropas de la División Azul combatiendo en el frente ruso.

En septiembre de 1941, el ejército alemán toma la histórica ciudad de Nóvgorod, de gran valor simbólico y estratégico. A principios de octubre, la División Azul se asienta en el extrarradio de la ciudad y se despliega en dirección norte, en el flanco occidental del importante río Vóljov que, con una anchura media de 250 metros, comunica de sur a norte los lagos Ilmen y Ladoga.
Con la llegada del contingente español, empiezan a tomarse posiciones para asaltar la orilla oriental del río, en manos soviéticas. El 11 de octubre la División Azul hizo el relevo a la 18.ª División alemana cerca de Shimsk, momento en el que quedó encuadrada en el XXXVIII Cuerpo de Ejército. La misión de la DA era cubrir unos 50 km de Lubkovo que iba desde el margen oeste del río Voljov hasta Kurisko en la ribera este del río Ilmen. El Cuartel General de la DA con Muñoz Grandes al frente se encontraba en Novgorod. El sector norte de la DA era el más conflictivo del frente y estaba defendido por el Batallón 29 que fue el primero en entrar en contacto con el enemigo el 12 de octubre sin ni siquiera haber realizado el relevo al completo y tener las defensas preparadas ni reconocer el terreno. Entre el 14 y el 22 de octubre tiene lugar la primera Batalla de Vóljov, en la que tropas españolas y alemanas consiguen vencer la dura resistencia y cruzar por primera vez el río, en botes de goma. El 22 se asegura finalmente una cabeza de puente, quedando bajo control las localidades de Sitno y Smeisko, siendo los participantes condecorados. Durante los últimos días del mes se produjeron nuevas incursiones que tuvieron como resultado la toma de poblaciones como Nilitkino, Tigoda y Dubrovka. Todas estas poblaciones, aunque eran mantenidas, fueron atacadas por el ejército rojo, causando importantes bajas.
El 1 de noviembre, el general Von Roques ordena una operación para limpiar el sector entre los ríos Voljov y Mesta y arrasar toda la posición defensiva soviética, para liberar la cabeza de puente de Novgorod y despejar la importante ruta desde esta ciudad hacia el este. La operación no se podía poner en marcha, debido a que las posiciones españolas recibían fuego incesante de artillería y morteros. A la par, las primeras heladas fuertes empezaban a causar bajas por congelación.

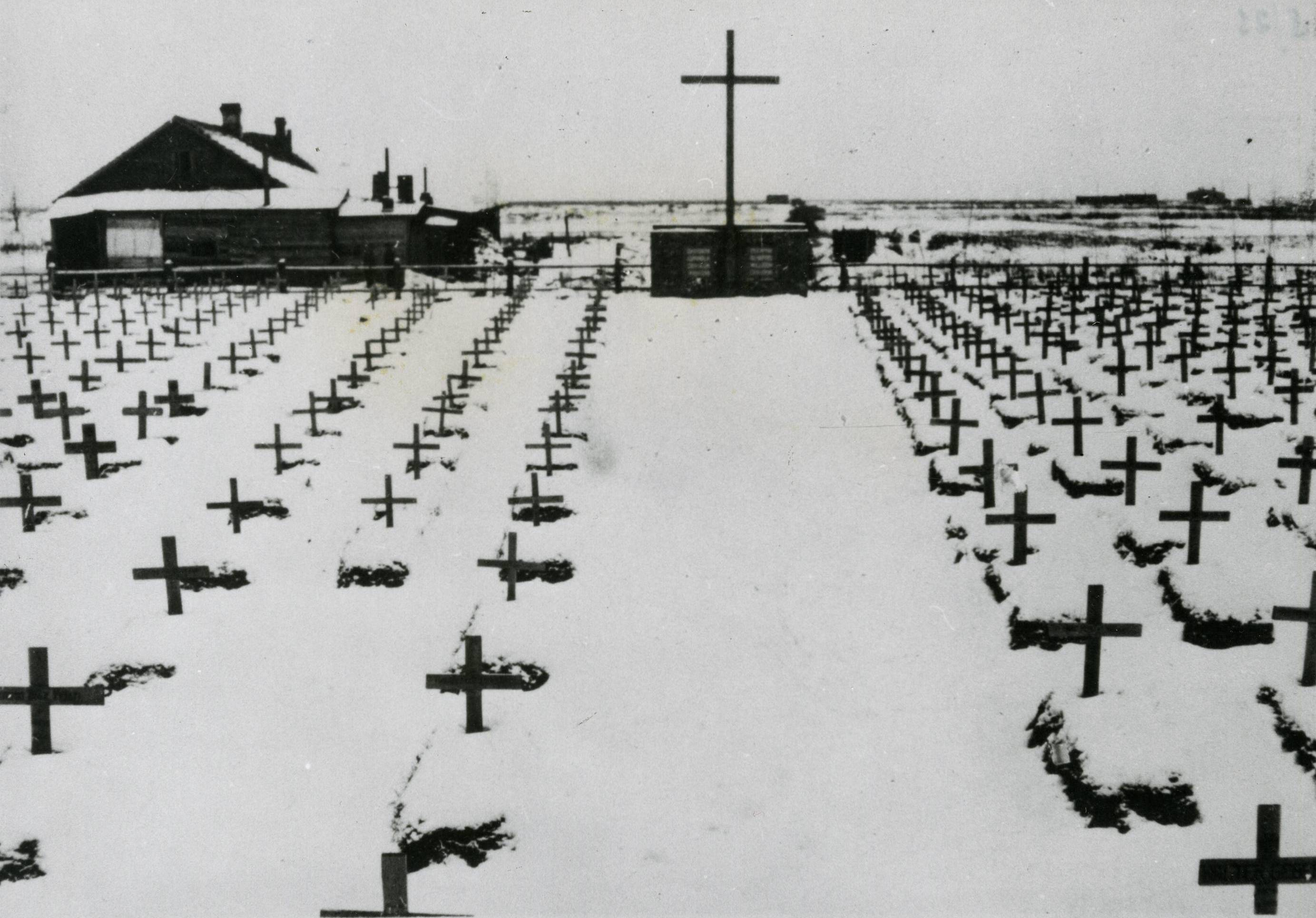
Cementerio y hospital de la División Azul en Grigorovo (1941).

El día 8, el batallón 1/269 recibe la orden de tomar una posición avanzada en las poblaciones de Possad, Otenski y Posselok. Al amanecer del día 12, empieza la Batalla de Possad. Durante dos días se suceden los bombardeos aéreos, los ataques de artillería e incluso combates cuerpo a cuerpo con arma blanca. Acaban diezmando las fuerzas españolas, que se retiran de Posselok hasta Possad, habiendo perdido más de 100 hombres. Entre los días 16 y 19 sufren un nuevo ataque, aún más intenso, con bombardeos y fuego de ametralladoras. Durante el resto de noviembre, la situación era crítica para los avanzados, que sufrían grandes bajas y la temperatura rondaba los -30 °C. La zona estaba rodeada de bosque, y la única vía de evacuación era un camino que lo atravesaba, entre Possad y Sitno (punto donde se cruzaba el río), corriendo un alto riesgo de ser copados por el enemigo. El 4 de diciembre comienza un nuevo ataque ruso sobre todas las posiciones de la Wehrmacht al este del Voljov y del Ilmen. Tras varios días de duro asedio, el día 7 la situación era límite, y los generales ordenan la retirada de Possad hasta Otenski, y después cruzar el bosque hasta Sitno, donde volverían a cruzar el río para replegarse al punto inicial de octubre.
Desde el 9 de diciembre, todas las tropas se concentraron al oeste del río, para afrontar en una posición defensiva más segura el extremo invierno que se vivía aquel año. Sin embargo, la presión soviética no cesaba. Se sufrían ataques aéreos y de artillería desde la otra orilla, y durante la Nochebuena y Navidad se produjeron varios golpes de mano virulentos en las líneas españolas. El día 27 se produce la cruenta batalla de la Posición Intermedia. Había un puesto de vigilancia en un cerro entre los pueblos de Udarnik y Lobkovo que estaba protegido por un pelotón. En una incursión soviética, todos los soldados de la posición fueron víctimas del ataque. Horas después, sus compañeros hallaron sus cadáveres desnudos y clavados en la nieve con picos y bayonetas. El comandante García Rebull organizó un golpe rápido de revancha en las trincheras enemigas, provocándoles un elevado número de víctimas.
El 7 de enero de 1942 empieza la Ofensiva de Liubán, una gran operación cuyo objetivo era atravesar las líneas del Voljov y romper el cerco sobre Leningrado. En uno de los envites, 543 soldados alemanes quedaron copados en la localidad de Vsvad, al sur del Lago Ilmen. El otoño anterior, la división española se vio obligada por orden del mando a crear una compañía de esquiadores, y a éstos se les ordenó la misión de acudir en rescate de los alemanes. El día 10 comenzó la marcha a través del lago congelado, tardando 11 días en alcanzar la posición alemana en la orilla sur y liberarlos. En el trayecto, con tormentas de nieve y temperaturas inferiores a los -50 °C, la compañía sufrió más de 100 bajas por congelaciones graves. Casi una veintena de soldados sufrieron la amputación de ambas piernas. La Cia. recibió por ello 32 cruces de hierro, siendo una de las más condecoradas de los ejércitos del norte.

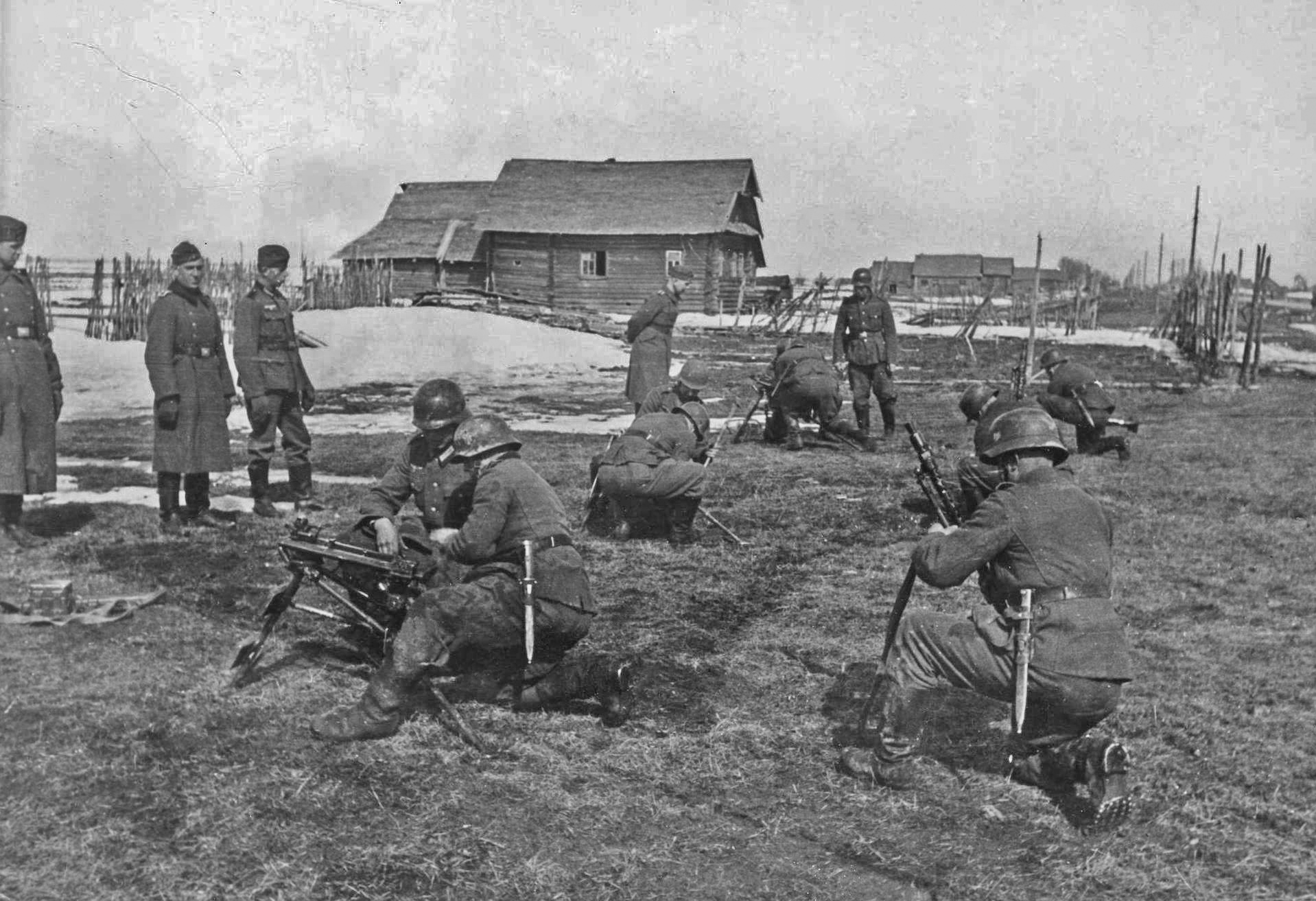
Reemplazos para la división son instruidos en el uso de ametralladoras pesadas. 30 de abril de 1942.

Tras repeler la ofensiva, el frente se estabilizó el resto del invierno, participando la división en algunos golpes de mano. Al comienzo de marzo, varios generales diseñan la Operación Predador, cuyo objetivo era acabar con una posición soviética que resistía al oeste del Voljov desde la ofensiva de invierno. La operación comenzó el 15 de marzo, y participaron inicialmente en ella el Batallón Román y algunos grupos de artillería. En el transcurso de la batalla y en los meses siguientes, más unidades españolas se sumaron a combatir la bolsa, hasta que el 28 de junio tras la rendición del general Vlasov, el OKW proclamó su victoria en el frente del Voljov. Las operaciones españolas llegaban a su fin en este escenario.

#### Asedio de Leningrado

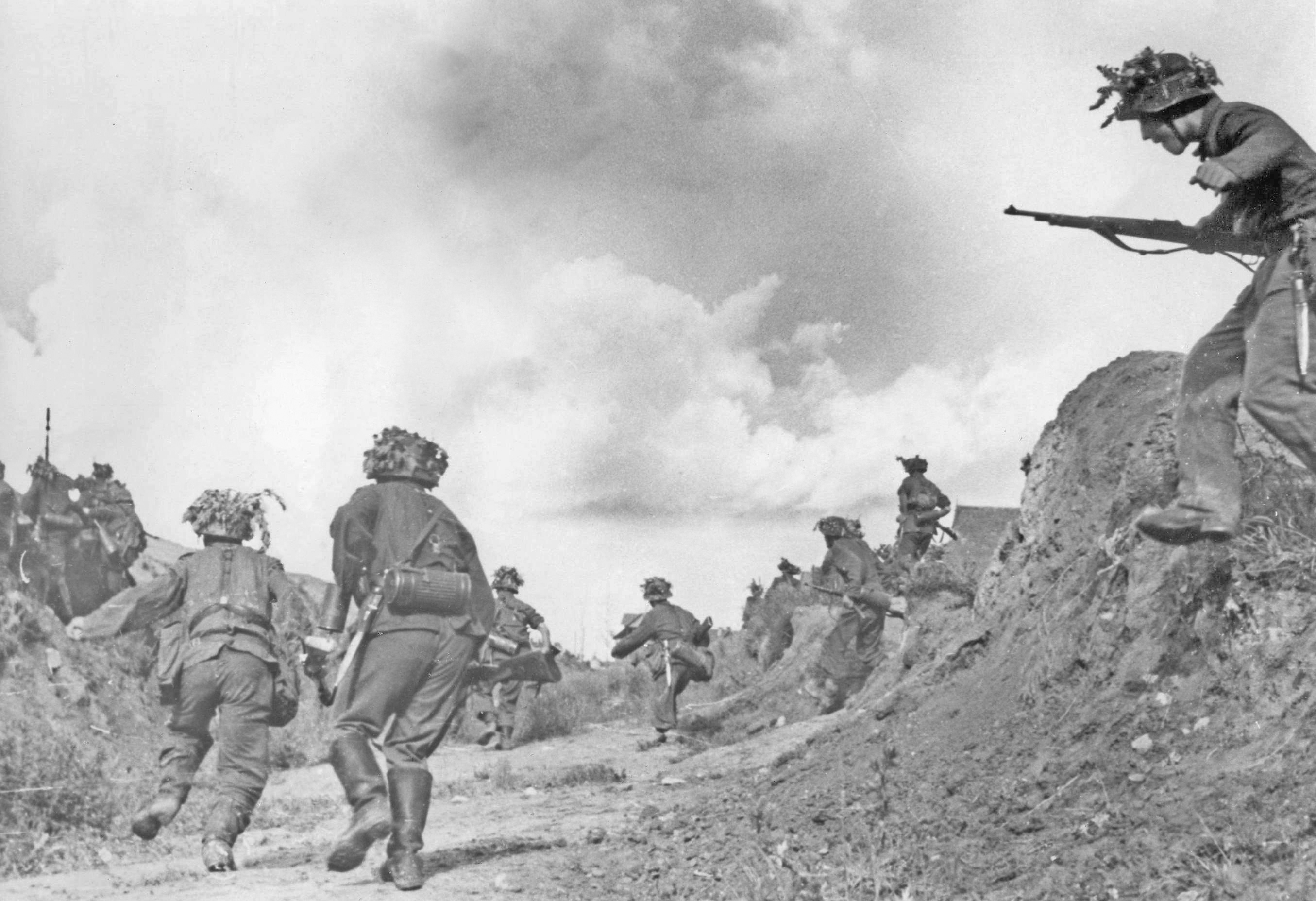
Tropas de la División Azul combatiendo durante el Sitio de Leningrado.

A principios de agosto de 1942, Hitler ultimaba los detalles de la inminente Operación Nordlicht (Luz del Norte), que ejecutaría el definitivo asalto a Leningrado. A la división española se le encomendará la misión de asediar la ciudad desde el flanco sur. Durante todo el mes, las compañías se fueron trasladando en ferrocarril de forma escalonada, desde Nóvgorod hasta Novo Lissino, desde donde irían tomando posiciones en torno al sector de Kólpino, un importante arrabal industrial de la capital. A finales de mes, el traslado se dio por concluido. El cuartel general de la división se instaló en un palacete de los zares en Pokrovskaya, mientras que el hospital de campaña, junto con otros centros de servicios y los de la 121 alemana, en la contigua localidad de Mestelevo.
Las diferencias respecto al frente anterior eran notables: la zona rural y pantanosa del Voljov cambió a una totalmente llana y más urbana, aunque también parcialmente boscosa, donde se situaban las numerosas poblaciones del área metropolitana de Leningrado. El frente asignado tenía una anchura de 29 km y se situaba a ambos flancos de la carretera y del ferrocarril hacia Moscú, que estaba bloqueado. Dicho frente se dividía en cuatro sectores: Puschkin, Pavlovsk, Federovskoye y Krasni Bor. Las tropas asediaban la ciudad desde las afueras, esperando el inicio de la operación para asaltarla, pero se enfrentaron a una férrea defensa soviética. Durante todo el mes de septiembre sufrieron duros ataques de artillería, recibiendo de media más de 200 disparos diarios. Tan solo en Kólpino, más de cuarenta baterías defendían la línea.
Debido a la ofensiva de Siniávino soviética en Mga, al sur de Leningrado, que comenzó el 27 de agosto de 1942, todas las fuerzas de ataque alemanas fueron reubicadas allí para repeler el ataque soviético. Después del final de los intensos combates en Mga, el 11.º Ejército alemán ya no tenía suficiente poder de combate para llevar a cabo con éxito la Operación Nordlicht y esta tuvo que cancelarse. Durante el otoño, el frente se estabilizó en la misma línea, sin sensibles avances ni retrocesos. El punto más conflictivo fue el meandro del río Izhora, en los alrededores de una fábrica de papel. En este sector, ambos frentes contactan directamente y se desarrolla una guerra de trincheras en la que ambos bandos llevan a cabo frecuentes incursiones con patrullas y golpes de mano para mejorar sus posiciones. La división continúa estancada en esta zona y sufre numerosas bajas por ataques de artillería, francotiradores y los asaltos de trincheras a uno y otro lado de las líneas. Desde la llegada al nuevo frente hasta final de 1942, se producen 257 muertos, 1051 heridos y 1 congelado.

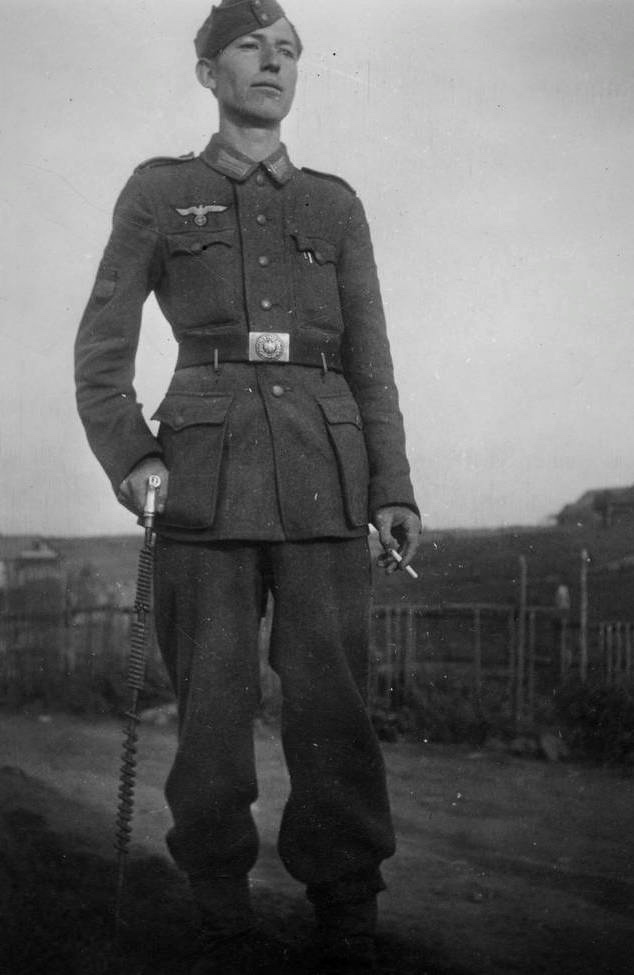
Un soldado de la División Azul en el Frente Oriental.

En enero de 1943, el Ejército Rojo pone en marcha la Operación Chispa, con el objetivo de romper las líneas alemanas y levantar el cerco que sufre la ciudad desde hace 900 días. El segundo batallón del 269.º regimiento (batallón II/269) participó en duros combates en la orilla sur del lago de Ládoga. Nuevamente con temperaturas de -40 °C, mantuvieron una dura batalla en los bosques cercanos a Posselok. El batallón fue prácticamente aniquilado, sufriendo 418 bajas (124 mortales). La operación finalizó el 30 de enero con la victoria soviética, que consiguió romper el cerco en aquel punto y abrir una inmediata línea de suministros hacia la ciudad. Apenas dos semanas después, el 10 de febrero, comenzó la mucho más ambiciosa Operación Estrella Polar, que intentaba rodear y derrotar por completo al Grupo de Ejércitos Norte alemán, liberar la región de Leningrado y crear los requisitos previos para una ofensiva exitosa en los estados bálticos. Se produjo así la cruenta Batalla de Krasni Bor, la más sangrienta en la que participó la división española. Tres divisiones soviéticas apoyadas por varias unidades más pequeñas avanzaron desde Kólpino e hicieron retroceder a los españoles hacia el sur de Krasni Bor. Unos noventa tanques, baterías artilleras y órganos de Stalin lanzaron una ofensiva que provocó 1125 muertos, 1036 heridos y 91 desaparecidos. Aunque otras fuentes elevan estas pérdidas a 2127 muertos, 1035 heridos y 300 prisioneros. A pesar de ello, no consiguieron romper las líneas ni abrir la carretera, sufriendo también un elevado número de bajas. Hasta el 19 de marzo, se libraron duros combates diarios para impedir que el Ejército Rojo cruzara el río Izhora y penetrara en el flanco oeste. Mantener la línea costó una media de 30 bajas diarias.
Durante los seis meses siguientes, el frente se volvió más estable y tranquilo. Las líneas se reforzaron con más trincheras y búnkeres, en un frente en el que se seguía la misma tónica que en los meses previos a Krasni Bor: patrullas y golpes de mano por ambos bandos, guerra de trincheras, francotiradores, ataques de artillería y distintas acciones de contención que seguían produciendo bajas. Pese a que la Luftwaffe comenzó a bombardear Kólpino y Leningrado, haciendo prever una reactivación de la ofensiva, el transcurso de la guerra era incierto y las noticias sobre las retiradas en el este eran conocidas. Uno de los hechos más significativos fue un bombardeo que recibió el Cuartel General mientras celebraban el aniversario del Golpe de Estado de 1936 acompañados del general Lindemann, que provocó 1 muerto y 38 heridos. Las características del frente continúan siendo mantener el asedio, hasta que en octubre se recibe la orden de repatriar la división.
Después de la derrota alemana en la batalla de Stalingrado, la situación cambió y se desplegaron más tropas alemanas en relevo de las españolas. Esto coincidió con el cambio en el mando de la división, que se asignó al general Emilio Esteban Infantes. Finalmente, los Aliados comenzaron a ejercer presiones sobre Franco para que ordenase la vuelta de los divisionarios a España. Las negociaciones, iniciadas a finales de 1943, concluyeron con la orden de repatriación escalonada el 10 de octubre.

### Legión Azul
La orden del dictador Franco de retirar la División Azul data del 12 de octubre de 1943, coincide con el cese del ministro de Asuntos Exteriores Ramón Serrano Suñer, sustituido por Francisco Gómez-Jordana Sousa, quien consideraba la División como algo de lo que había que deshacerse lo antes posible. Tras su repatriación y disolución, entre 1500 y 2000 soldados españoles rechazaron volver a España. Otros se enrolaron en otras unidades alemanas, principalmente en las Waffen-SS, o atravesaron la frontera española furtivamente por Lourdes, al sur de Francia. Las nuevas unidades fueron colectivamente denominadas Legión Azul, bajo el mando del coronel de la Legión Antonio García Navarro. Inicialmente, los españoles seguían formando parte de la 121.ª División de Infantería, pero aun así en marzo de 1944 se ordenó repatriar a esta unidad, que fue transportada de nuevo a España el 21 de marzo.[cita requerida]

### Últimos españoles en las filas alemanas
El resto fueron reagrupados en otras unidades alemanas, como la 3.ª División de Montaña y la 357.ª de Infantería. Otra unidad fue enviada a Letonia. Dos compañías se unificaron con el regimiento de los brandemburgueses y con la 121.ª División alemana en Yugoslavia, que luchaba contra los partisanos de Tito. Unos 50 españoles entraron en los Pirineos para combatir a la resistencia francesa. La 101.ª compañía Spanische Freiwilligen Kompanie der SS 101, de 140 hombres, compuesta por cuatro pelotones de fusileros y uno de oficiales, se unió a la 28.ª División de Voluntarios Granaderos Valones de la SS, luchando en la región de Pomerania contra el Ejército Rojo y, más tarde, en las orillas del Óder. Los supervivientes capitularon en la región de Schwerin el 3 de mayo de 1945.[cita requerida]

## Estructura de la División

### Organización

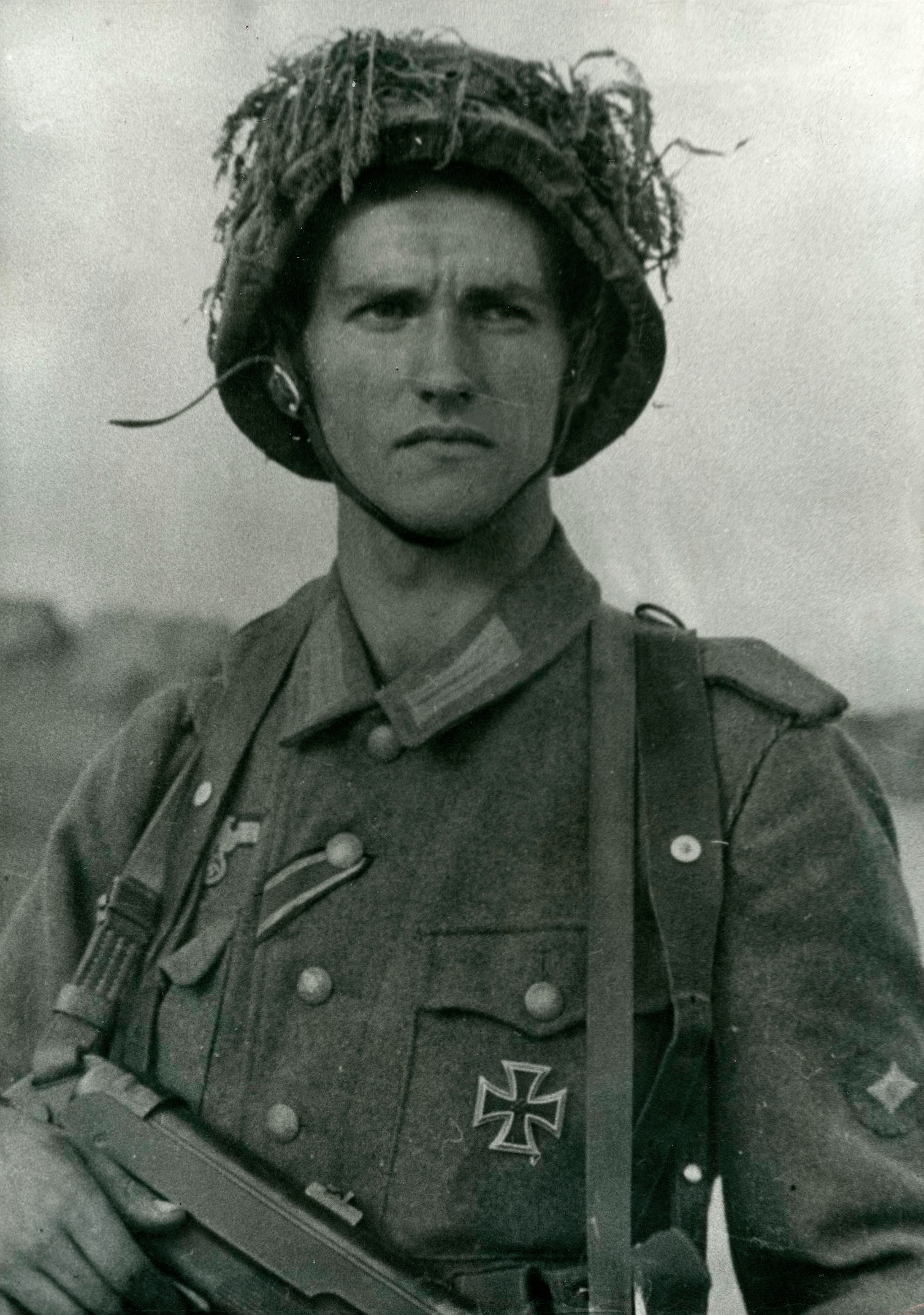
Un soldado de primera (Oberschütze) con cruz de hierro de primera y segunda clase y sosteniendo un subfusil MP40.

El mando de la División Azul lo ostentaba el general Agustín Muñoz Grandes. Antes de salir de España, la división constaba de cuatro regimientos de infantería. Como era tradición, adoptaron los nombres de sus respectivos comandantes: «Rodrigo», «Pimentel», «Vierna» y «Esparza». Sin embargo, una vez en Alemania, para adaptarse a la organización estándar de la Wehrmacht, tuvieron que suprimir uno de los regimientos, el Rodrigo, cuyas tropas se repartieron entre los otros tres. Asimismo, se creaba un 4.º regimiento de artillería, al mando del coronel Badillo. Cada regimiento estaba formado por tres batallones y catorce compañías: cuatro Cias. por batallón y dos más auxiliares. El regimiento de artillería estaba dotado de cuatro grupos: tres ligeros (cada uno dotado con tres baterías de 105 mm) y uno pesado (dotado de una batería pesada de 150 mm). También existía una serie de unidades y cuerpos complementarios que completaban el grueso de la División.
- 262.º Regimiento de Infantería. Regimiento Pimentel. Coronel Pedro Pimentel Zayas.
  - I Batallón: Comandante Ángel Enríquez Larrondo.
    - 1.ª, 2.ª y 3.ª Cias. Fusiles
    - 4.ª Cia. Ametralladoras

  - II Batallón: Comandante Matías Sagadoy Allo.
    - 5.ª, 6.ª y 7.ª Cias. Fusiles
    - 8.ª Cia. Ametralladoras

  - III Batallón: Comandante Ángel Ramírez de Cartagena y Marcaida.
    - 9.ª, 10.ª y 11.ª Cias. Fusiles
    - 12.ª Cia. Ametralladoras

  - 13.ª Cia. Apoyo de Artillería
  - 14.ª Cia. Antitanques
- 263.º Regimiento de Infantería. Regimiento Vierna. Coronel José Vierna Trápaga.
  - I Batallón: Comandante Joaquín de los Santos Vivanco.
    - 1.ª, 2.ª y 3.ª Cias. Fusiles
    - 4.ª Cia. Ametralladoras

  - II Batallón: Comandante Vicente Gimeno Arenas.
    - 5.ª, 6.ª y 7.ª Cias. Fusiles
    - 8.ª Cia. Ametralladoras

  - III Batallón: Comandante Ricardo Suárez Roselló.
    - 9.ª y 10.ª Cias. Fusiles
    - 11.ª Cia. Ciclista
    - 12.ª Cia. Ametralladoras

  - 13.ª Cia. Apoyo de Artillería
  - 14.ª Cia. Antitanques
- 269.º Regimiento de Infantería. Regimiento Esparza. Coronel José Martínez Esparza.
  - I Batallón: Comandante José González Esteban
    - 1.ª, 2.ª y 3.ª Cias. Fusiles
    - 4.ª Cia. Ametralladoras

  - II Batallón: Comandante Miguel Román Martínez
    - 5.ª, 6.ª y 7.ª Cias. Fusiles
    - 8.ª Cia. Ametralladoras

  - III Batallón: Comandante José Pérez Pérez
    - 9.ª y 10.ª Cias. Fusiles
    - 11.ª Cia. Ciclista
    - 12.ª Cia. Ametralladoras

  - 13.ª Cia. Apoyo de Artillería
  - 14.ª Cia. Antitanques
- 250.º Regimiento de Artillería. Regimiento Badillo. Coronel Jesús Badillo Pérez.
  - I Grupo Ligero: Comandante Ramón Rodríguez Vita.
    - 3 Baterías de 105 mm

  - II Grupo Ligero: Comandante Mariano del Prado O'Neil.
    - 3 Baterías de 105 mm

  - III Grupo Ligero: Comandante Ramón Díez Ulzurrun.
    - 3 Baterías de 105 mm

  - IV Grupo Pesado: Comandante Fernando Castro Escudero.
    - 3 Baterías de 150 mm
- Otros:
  - Estado Mayor. Coronel José María Troncoso Sagredo.
  - 250 Batallón de Reserva Móvil «Tía Bernarda». Comandante Fernando Osés Armesto.
  - Batallón Antitanque. Comandante César Rodríguez Galán.

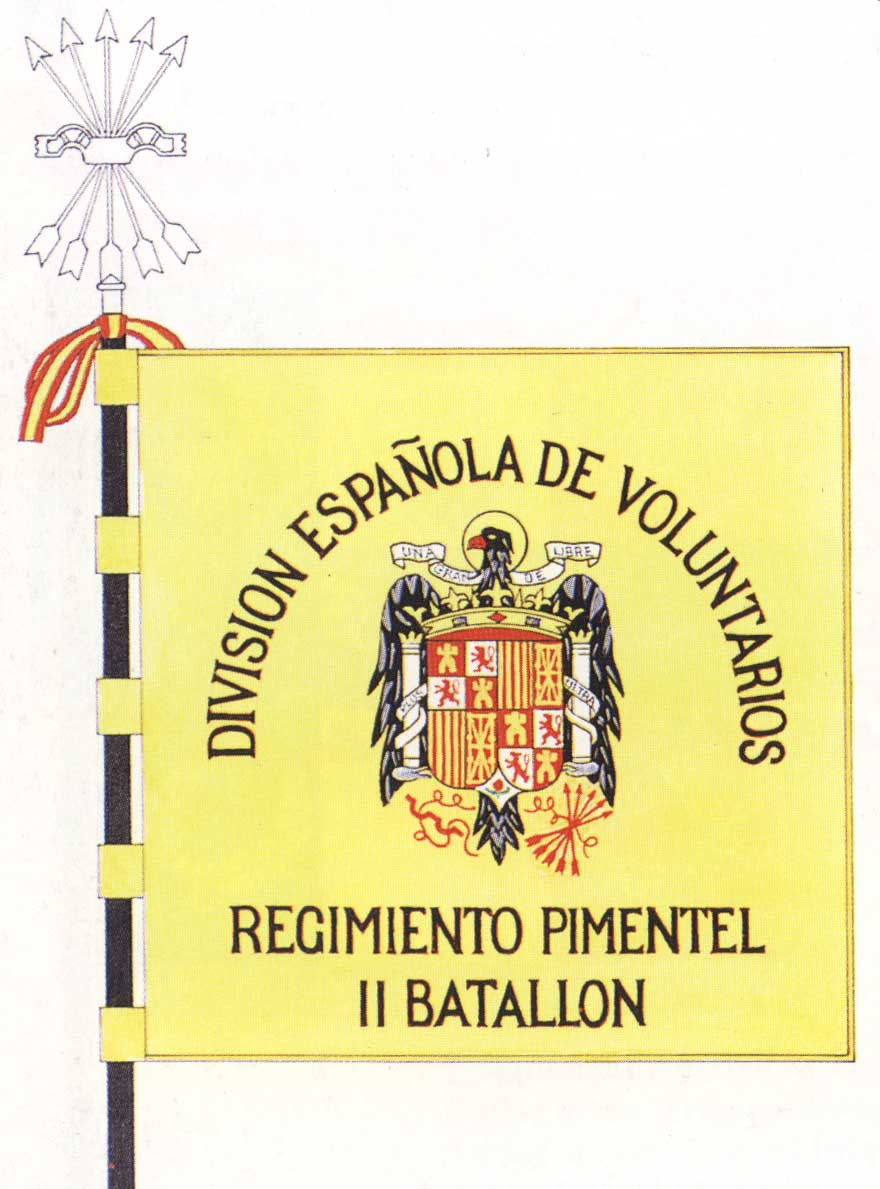
Enseña del 2.º Batallón del "Regimiento Pimentel" de la División Azul.

  - Zapadores
  - Grupo de cañones
  - Grupo de exploración
  - Transmisiones
  - Sanitarios
  - Veterinario
  - Transportes
  - Policía militar
  - Correos militares

### Uniformes
Como la división no era una unidad regular del ejército español y estaba compuesta por voluntarios, militares o no, no podían usar el uniforme oficial español. Se les proporcionó así un uniforme alternativo, que usaban desde su reclutamiento en España hasta que llegaban al acuartelamiento alemán. Se componía de un pantalón y guerrera color caqui, similares a los de la Legión Española, una camisa azul con el emblema de la Falange (de donde procedió el apodo de Azul) y una boina roja como la de los carlistas.
Una vez llegados a Grafenwöhr, se les suministraba el mismo uniforme estándar que a la Wehrmacht, con la tonalidad feldgrau. Complementariamente, a los divisionarios españoles se les permitía lucir dos escudos con la bandera española y la leyenda ESPAÑA, en la parte superior de la manga derecha de la guerrera y en el lado derecho del casco Stahlhelm.

### Armamento
El armamento de la división también fue el oficial y estándar de la Wehrmacht.
- Pistolas Luger P08, Walther P38 y Mauser C96.
- Fusil Mauser Kar 98k.
- Subfusil MP-40.
- Ametralladora MG34 y anecdóticamente MG42.
- Fusiles antitanque Panzerbüchse 39.
- Morteros de 50 mm y 80 mm.
- Cañones de 37, 75, 105 y 150 mm.

## Balance de bajas

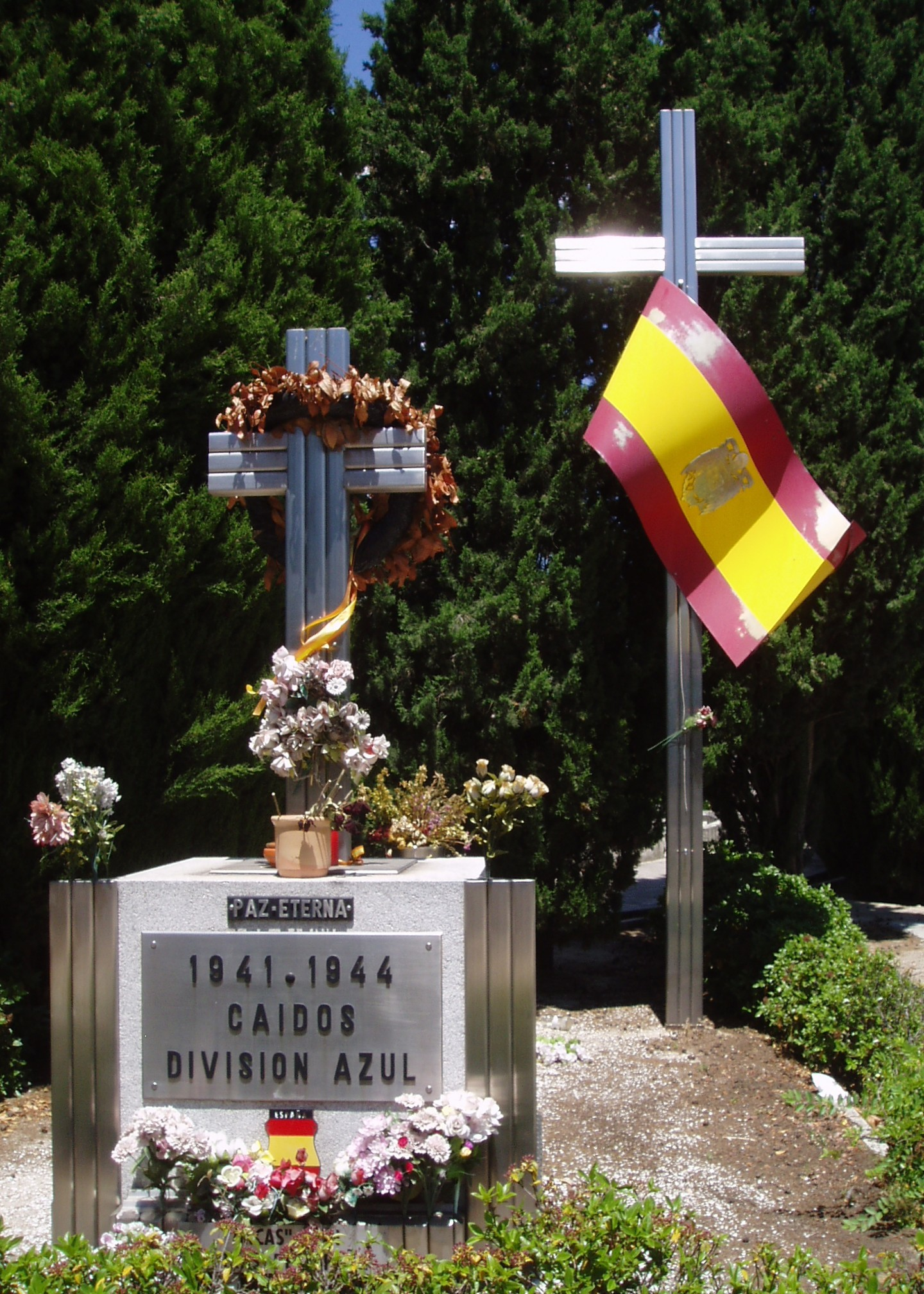
Monumento dedicado a los caídos de la División Azul en el cementerio de la Almudena, Madrid.

Stanley Payne eleva el número de voluntarios a 45 500. La División tuvo 4954 muertos en el frente, 8700 heridos, 2137 quedaron mutilados, 372 de sus hombres fueron hechos prisioneros por el Ejército Rojo y 7800 enfermaron. Sólo unos pocos sobrevivieron a los largos años de privaciones y trabajos forzados durante su cautiverio en los campos de trabajo soviéticos. Mientras que la mayor parte de los soldados alemanes, italianos, rumanos y de otras nacionalidades fueron puestos en libertad tras unos cinco años de internamiento en campos, la mayor parte de los prisioneros de guerra españoles de la División Azul tuvieron que esperar hasta doce años y solo pudieron regresar tras la muerte de Stalin. Los 220 hombres que sobrevivieron fueron repatriados de Siberia a Odesa y de allí a España en 1954, llegando al puerto de Barcelona el 2 de abril de ese mismo año en el barco griego Semiramis, fletado por la Cruz Roja.
Según una Nota Informativa de la Dirección General para Asuntos de los Prisioneros de Guerra e Internados del Ministerio del Interior de la URSS (GUPVI según su siglas en ruso), fechada en enero de 1949, el número total de prisioneros españoles capturados durante la guerra ascendió a 464 y para aquellas fechas aún quedaban vivos un total de 304. Del total de prisioneros, unos 65 o 70 se acogieron a las campañas de concienciación antifascista y rehabilitación, siendo autorizados a quedarse a vivir en la URSS. El resto de divisionarios superviviente fueron repatriados a España en diferentes tandas que terminaron en abril de 1954, cuando llegaron a Barcelona los últimos 219 prisioneros en el barco francés Semiramis.
Muchos de los caídos en combate están enterrados en el cementerio de Nóvgorod, en Rusia. Otros siguen enterrados donde cayeron, sobre todo en Krasny Bor, donde el 10 de febrero de 1943 tuvieron 3645 muertos o heridos y 300 desaparecidos o prisioneros,.
En el siglo XXI, sus familiares aún siguen repatriando fallecidos, con la ayuda del Gobierno que presidió Mariano Rajoy del Partido Popular.

## Condecoraciones

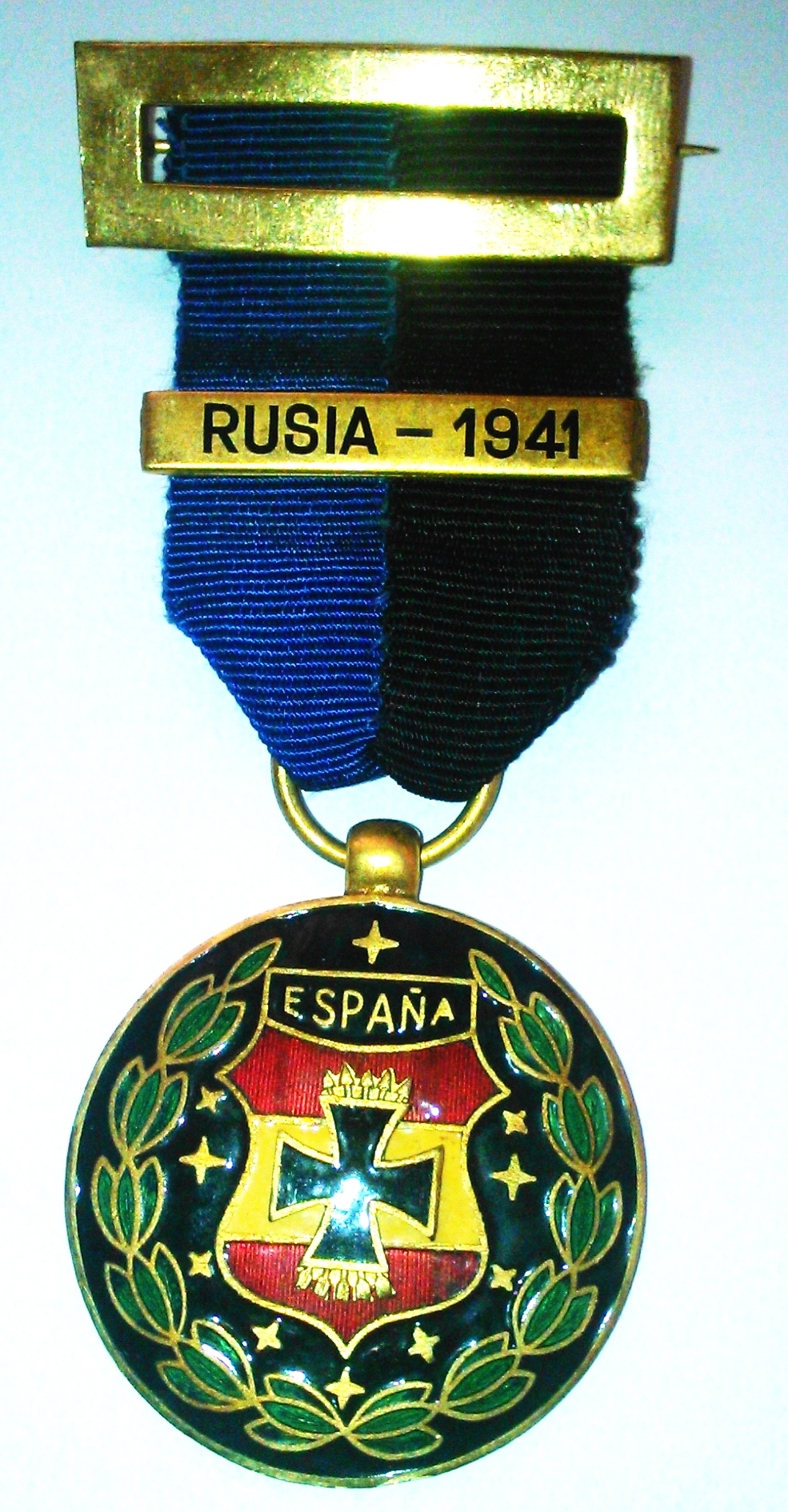
Una de las medallas que otorgaba España a los caídos de la División Azul.

Un total de 4732 condecoraciones alemanas fueron concedidas a los soldados y oficiales de la División Azul:
- 1 Cruz de Caballero de la Cruz de Hierro con Hojas de Roble.
- 1 Cruz de Caballero de la Cruz de Hierro.
- 135 Cruces de Hierro de 1.ª Clase
- 2370 Cruces de Hierro de 2.ª Clase.
- 17 Cruces al mérito militar de 1.ª clase con espadas
- 2208 Cruces al mérito militar de 2.ª clase con espadas

La División Azul fue la única unidad de voluntarios no alemanes para la que se creó una condecoración especial, la Medalla de la División Azul.
Los excombatientes de la unidad recibieron a su regreso a España por parte del Gobierno, la Medalla de la Campaña de Rusia.

## Legado posterior

### Relato divisionario, estereotipos y valoraciones
Xosé Manoel Núñez Seixas señala un concepto que denomina «relato divisionario», que haría referencia a la narración de las vivencias y recuerdos de los propios divisionarios a su vuelta a España y que según él habría «elaborado una imagen amable y romántica de los combatientes españoles, en particular en todo lo relativo al contacto con la población civil rusa y la cuestión judía», además de envolver en una leyenda a la división. Los testimonios de los combatientes presentaban además con frecuencia una visión idealizada de Alemania, «idílica, alegre y feliz», y también hacían alusión al supuesto desdén que habría mantenido el Alto Mando de la Wehrmacht hacia las tropas españolas, a causa de su supuesta indisciplina. En cambio, según Pío Moa la División Azul «luchó en el frente de Leningrado con una eficiencia y valor que le ganaron la gratitud germana y, por cierto, de la población rusa de la zona». Núñez Seixas apunta que el antisemitismo y la demonización del enemigo fue mucho menor entre las tropas españolas que en las alemanas y otras fuerzas aliadas del Reich, además de señalar que la División no actuó en los frentes más duros de la guerra. En cambio, el militar sublevado y posterior historiador Ramón Salas es de la opinión de que «el comportamiento de los voluntarios fue suficiente causa para que tanto los alemanes como sus enemigos lo pensaran dos veces antes de decidirse a violar nuestra neutralidad».
El concepto de los divisionarios también se vio afectado por los estereotipos extendidos por la propaganda del Tercer Reich, según Núñez Seixas el propio Hitler habría afirmado que «los soldados ibéricos serían unos seres sucios, escasamente disciplinados e indolentes, "como tropa, una banda de andrajosos"; pero arrojados, sufridos y temerarios». Esta opinión no sería compartida por los soldados alemanes de rango más bajo, que destacaban «la capacidad de resistencia, la camaradería y la solidaridad en combate, el arrojo individual y todo aquello que formaba parte del repertorio de virtudes masculinas», además de la valentía, de los españoles.

### La División Azul en el cine
En 1956 se estrenó en España Embajadores en el infierno, de José María Forqué, basada en la novela Embajador en el infierno: memorias del capitán Palacios de Teodoro Palacios Cueto y Torcuato Luca de Tena. Rodada en 1955, causó cierta insatisfacción a algunos exdivisionarios falangistas, que no vieron bien reflejadas sus vivencias en el frente. Aunque obtuvo diversos premios y un buen recibimiento por parte de la prensa del régimen, algunos medios echaron de menos una mayor carga ideológica en el filme.
También ese mismo año se estrenó La espera (1956), centrada en el punto de vista de los familiares de los combatientes prisioneros.
Ya en el siglo XXI (2012), se estrenó Silencio en la nieve, una producción hispano-lituana, dirigida por Gerardo Herrero, basada en la novela El tiempo de los emperadores extraños, del escritor asturiano Ignacio del Valle.
Existe también un documental de 2001 titulado Galubaya Divisia. Crónica de la División Azul, editado por el Fondo de Estudios Sociales, Documedia y Fundación Don Rodrigo, Madrid.

### Polémicas durante la democracia
En 2004, durante la primera legislatura presidida por José Luis Rodríguez Zapatero, el entonces ministro de Defensa José Bono incluyó en el desfile de la Fiesta nacional a un veterano de la División Azul junto a otro de la División Leclerc, justificándolo como un símbolo de la reconciliación entre los españoles que habían combatido en bandos distintos en la Guerra Civil y en la Segunda Guerra Mundial. La decisión fue polémica y recibió críticas de la izquierda y del nacionalismo catalán.
En 2013, durante la presidencia de Mariano Rajoy, del Partido Popular, la Guardia Civil organizó una serie de actos de homenaje conmemorando sus 169 años de existencia. Uno de ellos tuvo lugar en la comandancia de San Andrés de la Barca. En el acto se entregaron diplomas a treinta asociaciones civiles y militares vinculadas a dicho cuerpo, entre las que se encontraba la Hermandad de Combatientes de la División Azul. La delegada de gobierno en Cataluña, María de los Llanos de Luna, entregó el diploma al representante de la Hermandad, que vestía el uniforme falangista. Según la Guardia Civil, le correspondió de forma «aleatoria». Ante la polémica originada, la Guardia Civil argumentó que las asociaciones escogidas «se fundamentan en un contexto histórico, en absoluto ideológico». La entrega de ese diploma fue criticada por todos los partidos representativos catalanes y por la Asociación Unificada de Guardias Civiles (AUGC). El Partido Popular mostró su apoyo al acto y a la delegada del Gobierno. El exjuez Baltasar Garzón y el escritor Jorge Martínez Reverte también criticaron el acto, subrayando la participación de la unidad en la Segunda Guerra Mundial al lado de la Alemania nazi y, por ello, su apoyo al nazismo.